# Opel Corsa
Opel Corsa (укр. Опель Корса) — компактні хетчбеки малого класу (сегмент B), що виробляються компанією Opel. Вони виготовляються з 1982 року.

## Opel Corsa A (1982—1993)
Дебют моделі Corsa A відбувся у 1982 році. Автомобіль, побудований на передньопривідній платформі GM4200 (підвіска — Макферсон і напівзалежна балка), виготовлявся у вигляді 3- і 5-дверних хетчбеків, 2- і 4-дверних седанів і 3-дверного універсала, які за 10 років виробництва двічі модернізувалися — в 1987 і 1990 роках.
Лінійка силових агрегатів нараховувала п'ять бензинових двигунів потужністю від 45 до 100 к. с. (спортивна версія GSI), а також два дизельних — 50 і 67 к. с.
Перший час автомобіль вироблявся на заводі GM у Сарагосі та пізніше в Німеччині.
Загалом було випущено 3 105 430 автомобілів.

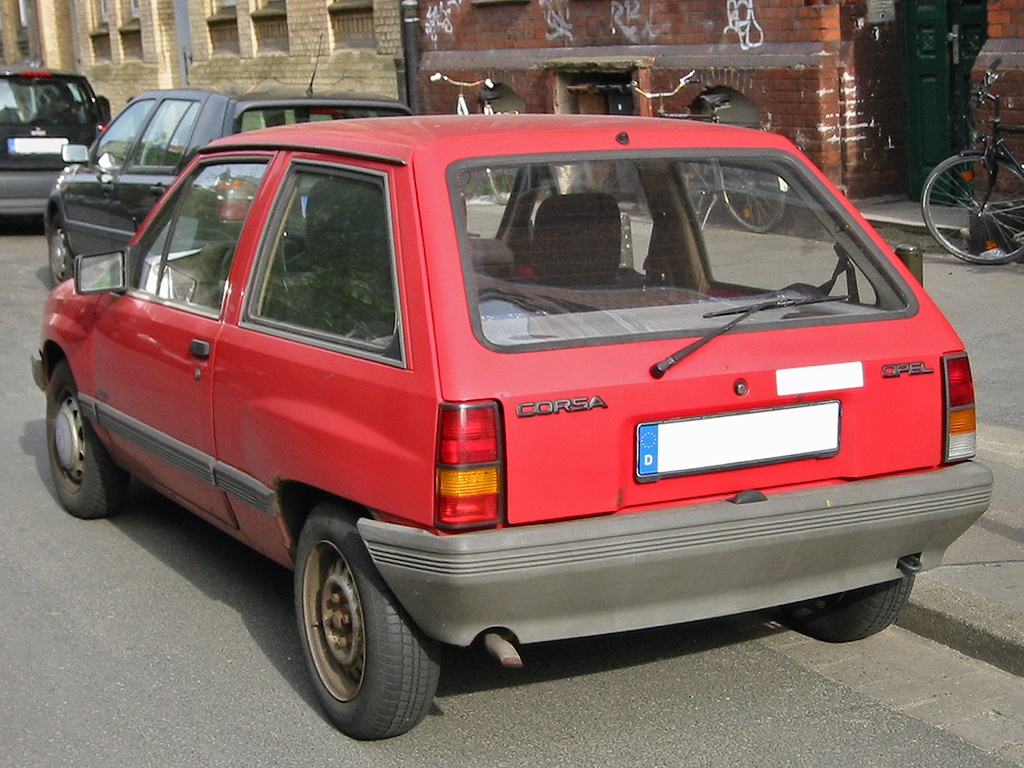
Opel Corsa A 3-дв. (1982—1987)
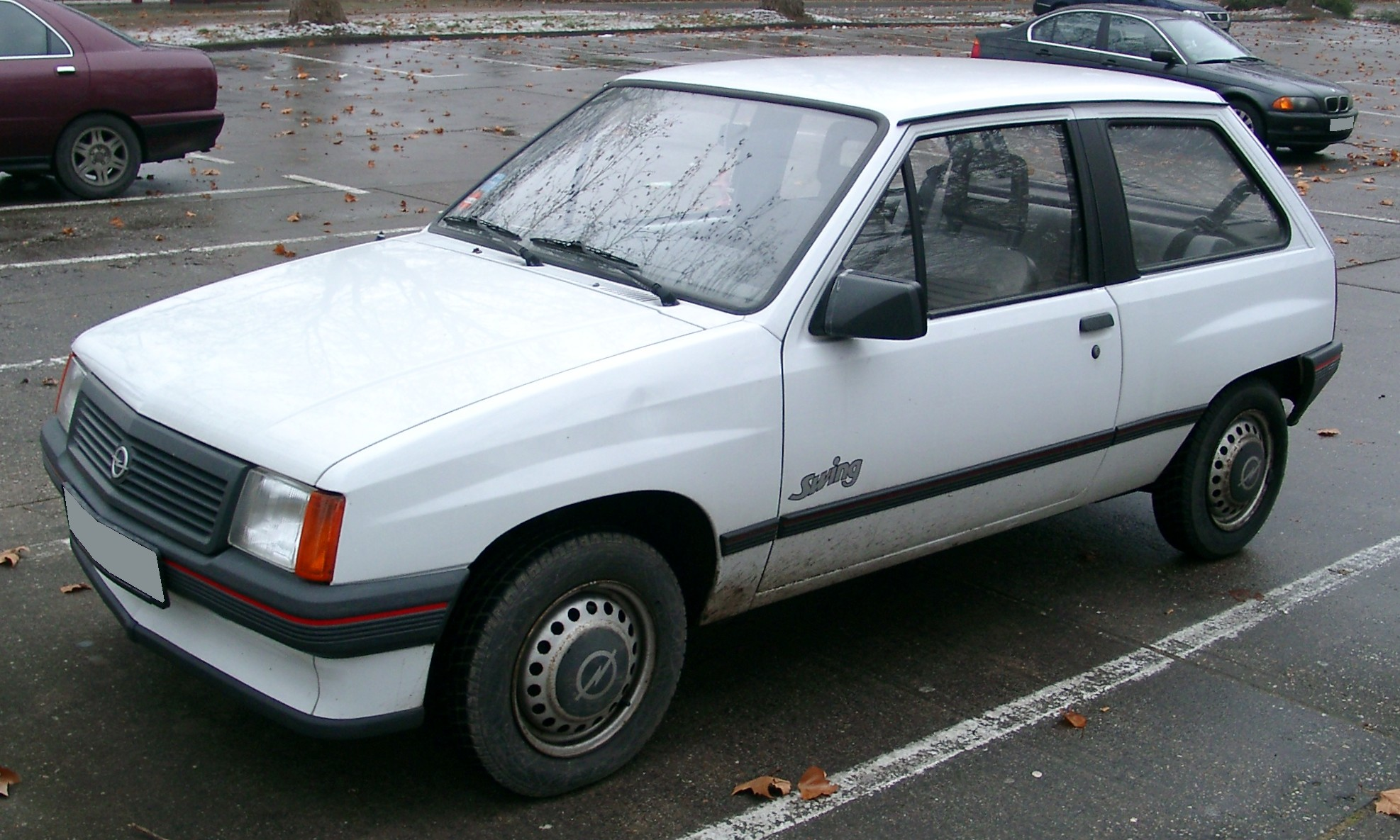
Opel Corsa A 3-дв. (1987—1990)
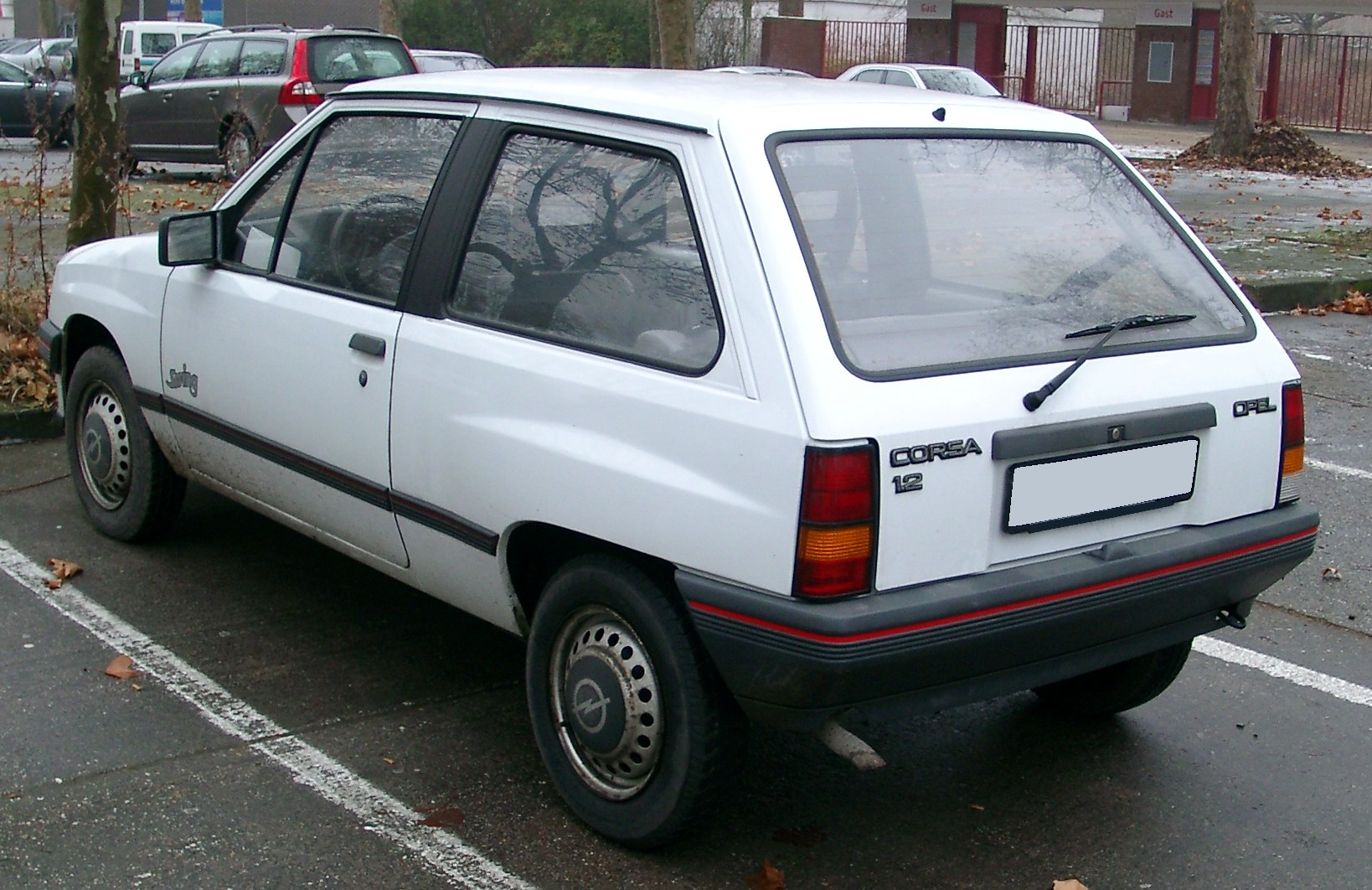
Opel Corsa A 3-дв. (1987—1990)
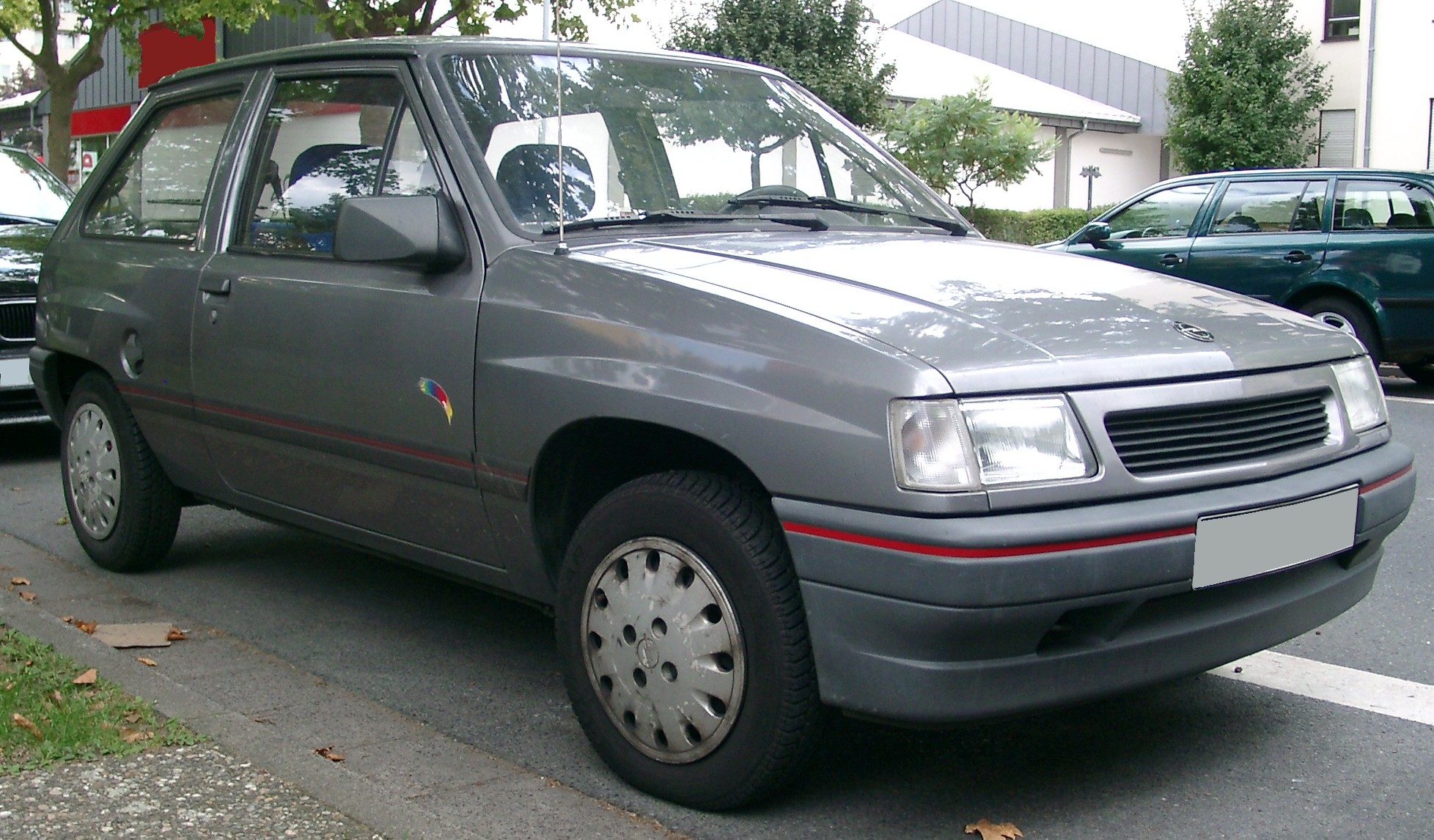
Opel Corsa A 3-дв. (1990—1993)
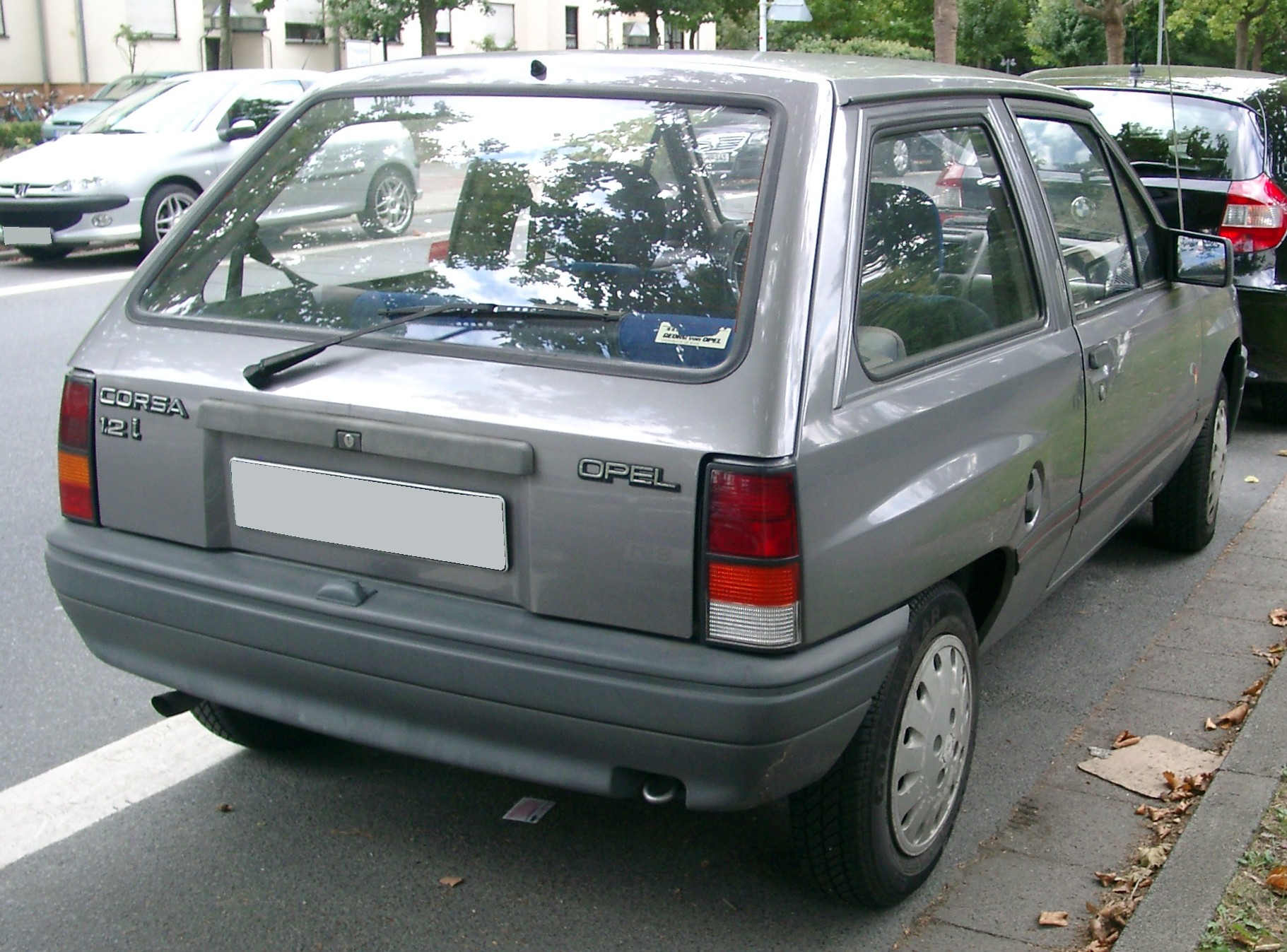
Opel Corsa A 3-дв. (1990—1993)
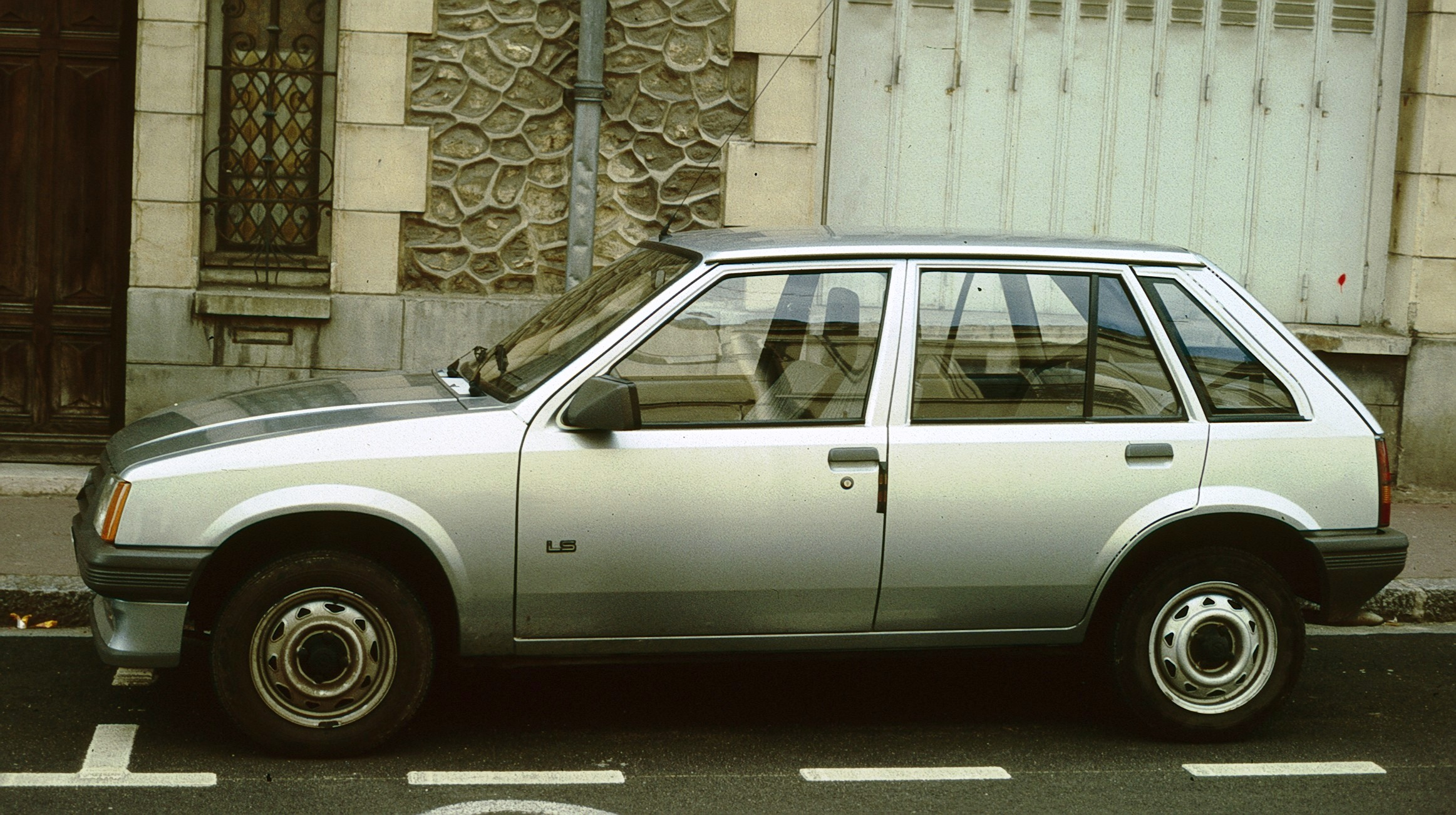
Opel Corsa A 5-дв. (1985—1987)
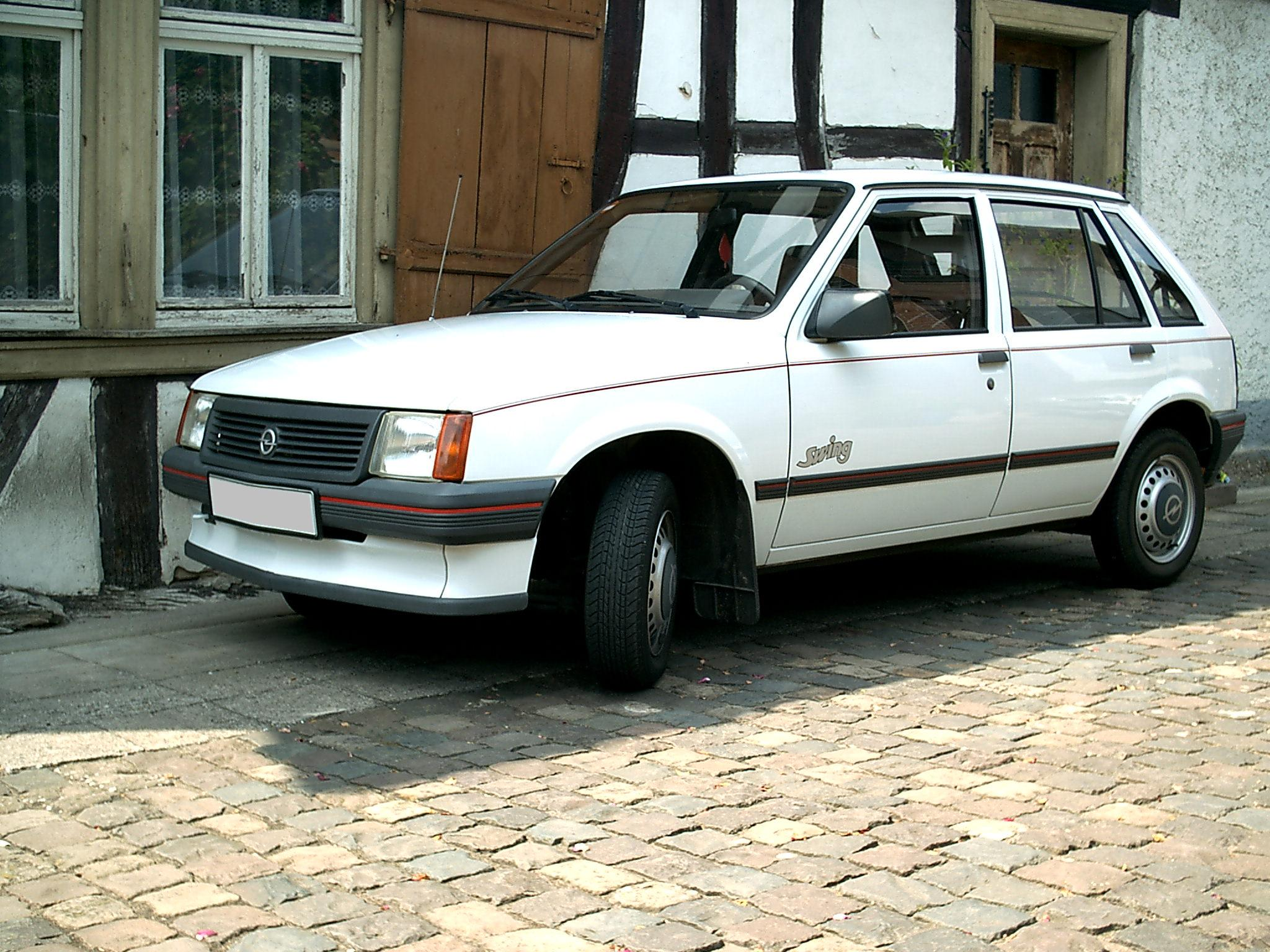
Opel Corsa A 5-дв. (1987—1990)
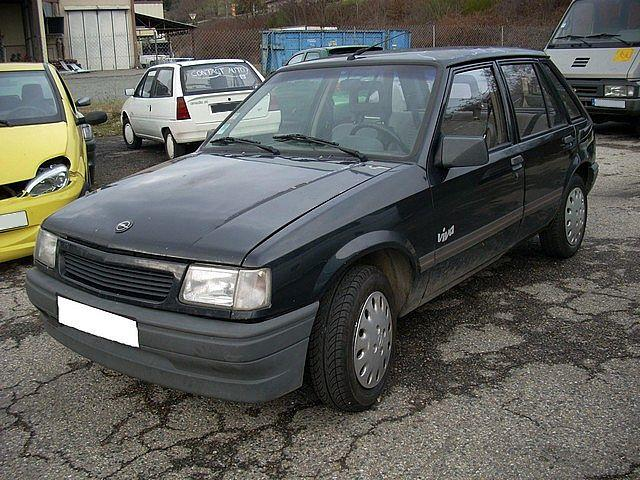
Opel Corsa A 5-дв. (1990—1993)
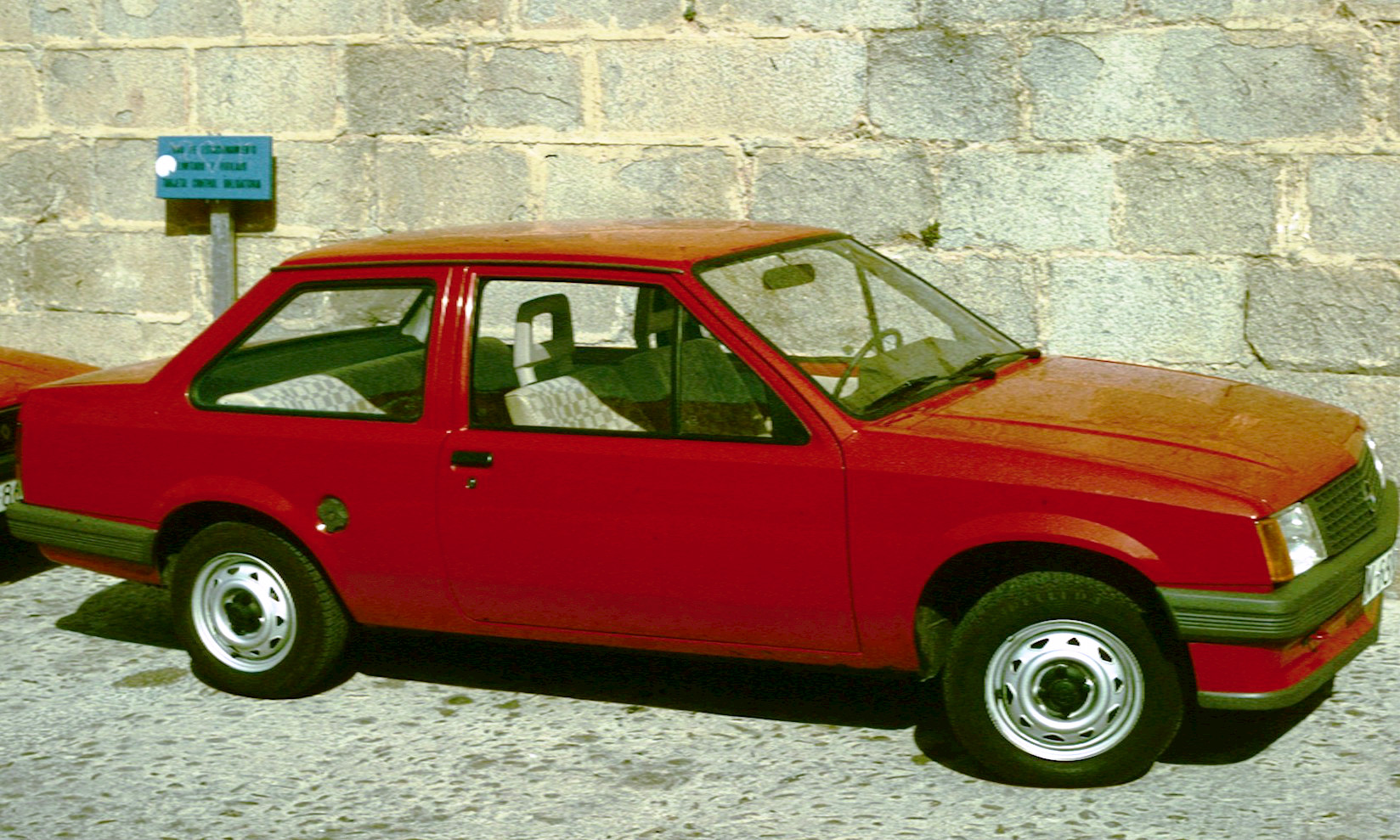
Opel Corsa A TR 2-дв. (1982—1987)
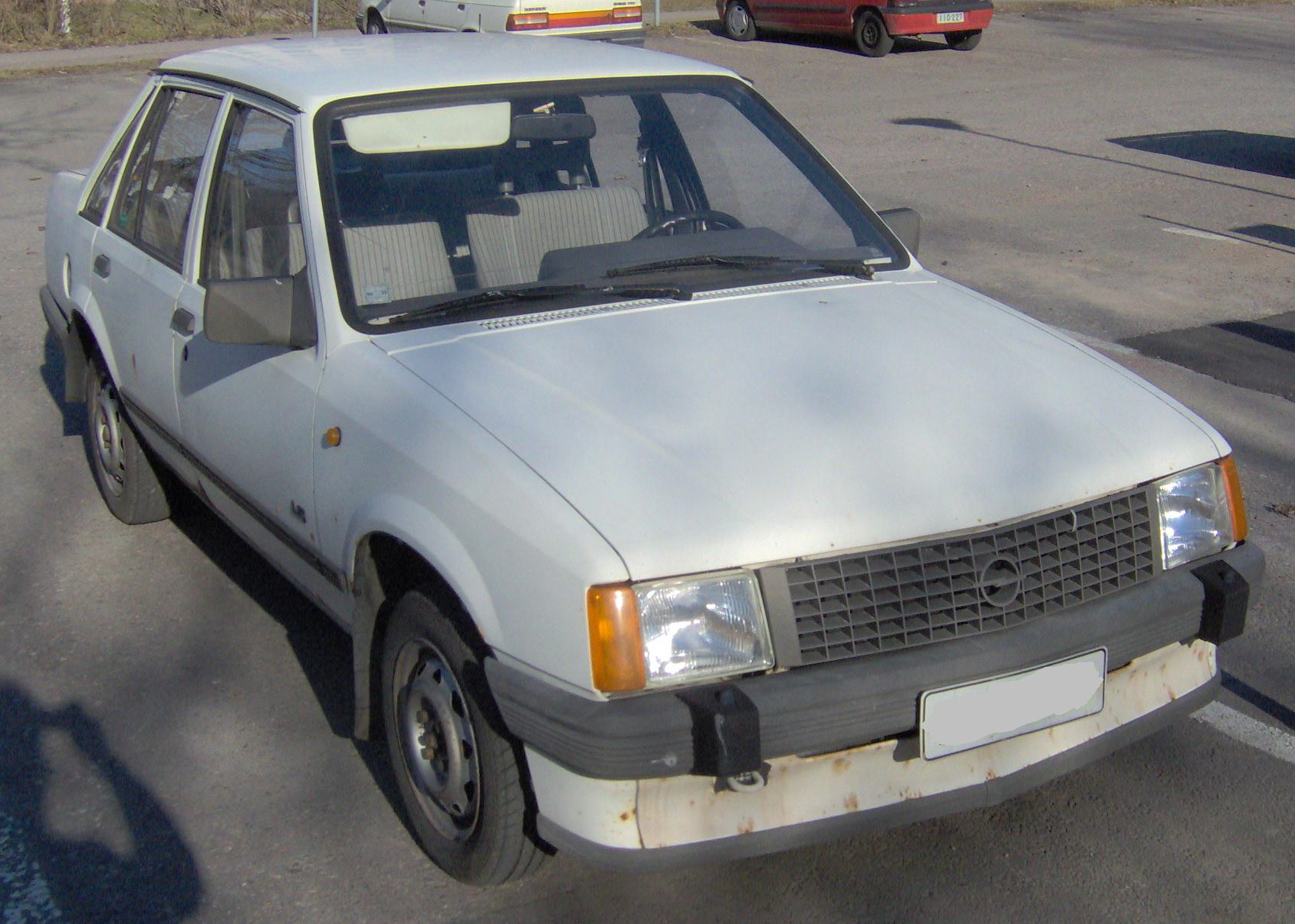
Opel Corsa A TR 4-дв. (1985—1987)
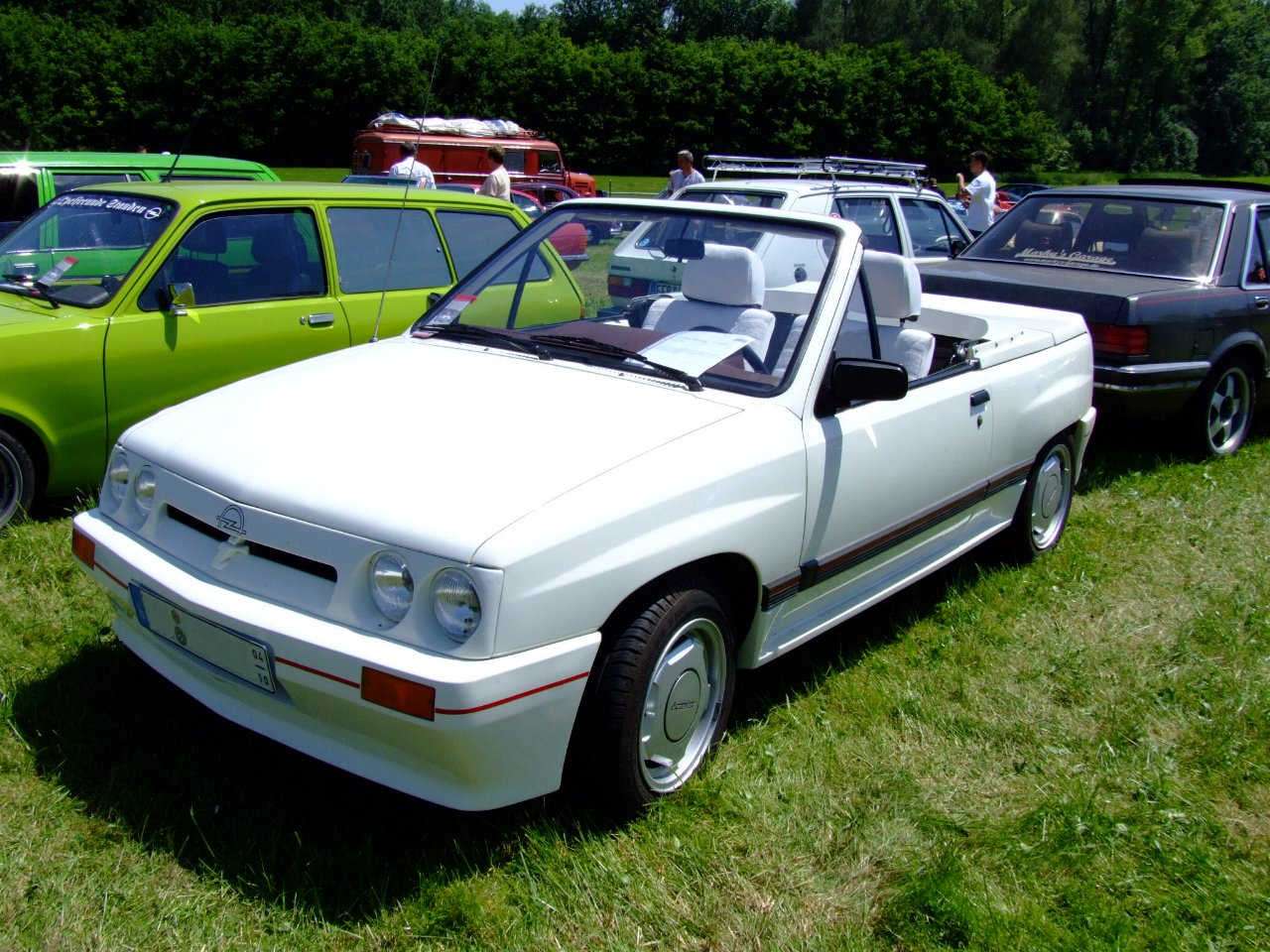
Opel Corsa Spider

### Двигуни
Бензинові
- 1,0 L 10S I4
- 1,2 L E12GV I4
- 1,2 L 12NC I4
- 1,2 L 12S I4
- 1,2 L 12ST I4
- 1,2 L 12NV I4
- 1,2 L 12NZ I4
- 1,2 L C12NZ I4
- 1,3 L 13S I4
- 1,3 L 13SB I4
- 1,3 L C13N I4
- 1,3 L 13E I4
- 1,3 L 13NB I4
- 1,4 L C14NZ I4
- 1,4 L C14SE I4
- 1,4 L 14NV I4
- 1,6 L E16SE I4
- 1,6 L C16SE I4
- 1,6 L C16NZ I4
- 1,6 L E16NZ I4

Дизельні
- 1,5 L Isuzu 4EC1 I4 diesel
- 1,5 L Isuzu T4EC1 I4 turbodiesel

## Opel Corsa B (1993—2004)

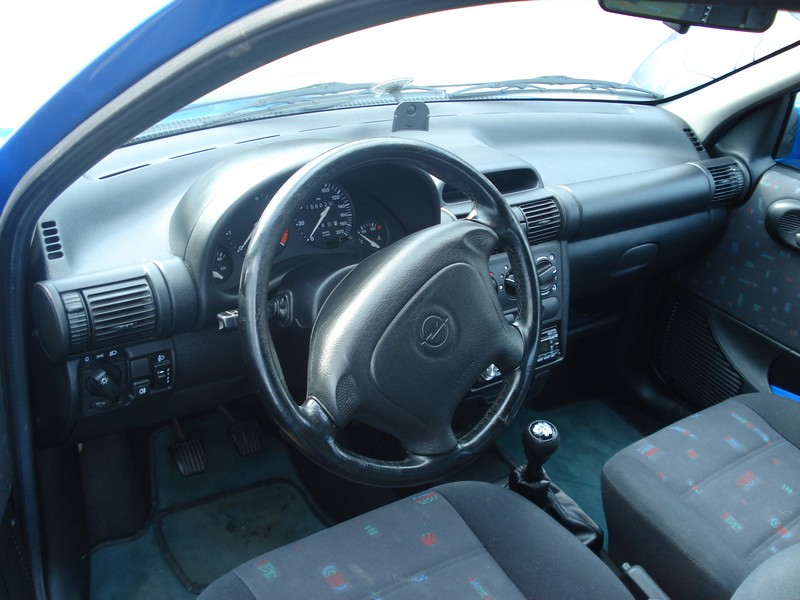

Друге покоління під назвою Corsa B вийшло в 1993 році. За основу був узятий прототип, який був показаний публіці ще в 1993 році під ім'ям Opel Junior. Через чотири роки Opel Corsa оновили, але зробили це так, щоб зберегти вигляд автомобіля. Opel Corsa отримав нові ґрати радіатора і передній бампер, пластмасову окантовку колісних ніш, ширші бічні молдинги. Бампери більшості модифікацій фарбуються тепер у колір кузова. Інтер'єр автомобіля залишився тим самим, зате технічна начинка зазнала серйозних змін. Автомобіль оснащується тепер електричним підсилювачем рульового управління, модифікованою підвіскою передніх коліс, а під капотом — абсолютно новий трициліндровий двигун сімейства Ecotec робочим об'ємом 1,0 літра й потужністю 55 к. с. Максимальна швидкість 150 км/год. Розгін до «сотні» за 18 секунд.
На основі Корса були розроблені спортивне купе — Opel Tigra та транспортер — Opel Combo.
Corsa випускається на десяти заводах — в Іспанії, Німеччині, Португалії, Бразилії (два заводи), Колумбії, Еквадорі, Венесуелі, Мексиці та в Південній Африці. У різних країнах Corsa продається під різними іменами:
- Бразилія — Chevrolet Corsa
- Мексика — Chevrolet Chevy
- Австралія — Holden Barina (Holden — австралійське відділення General Motors)
- Велика Британія — Vauxhall Corsa
- Японія — Opel Vita

Corsa, що випускається в різних країнах, відрізняється не тільки назвами, але і комплектацією, двигунами та навіть кузовами.
За одинадцять років випуску у 80 країнах було продано близько 6 млн.

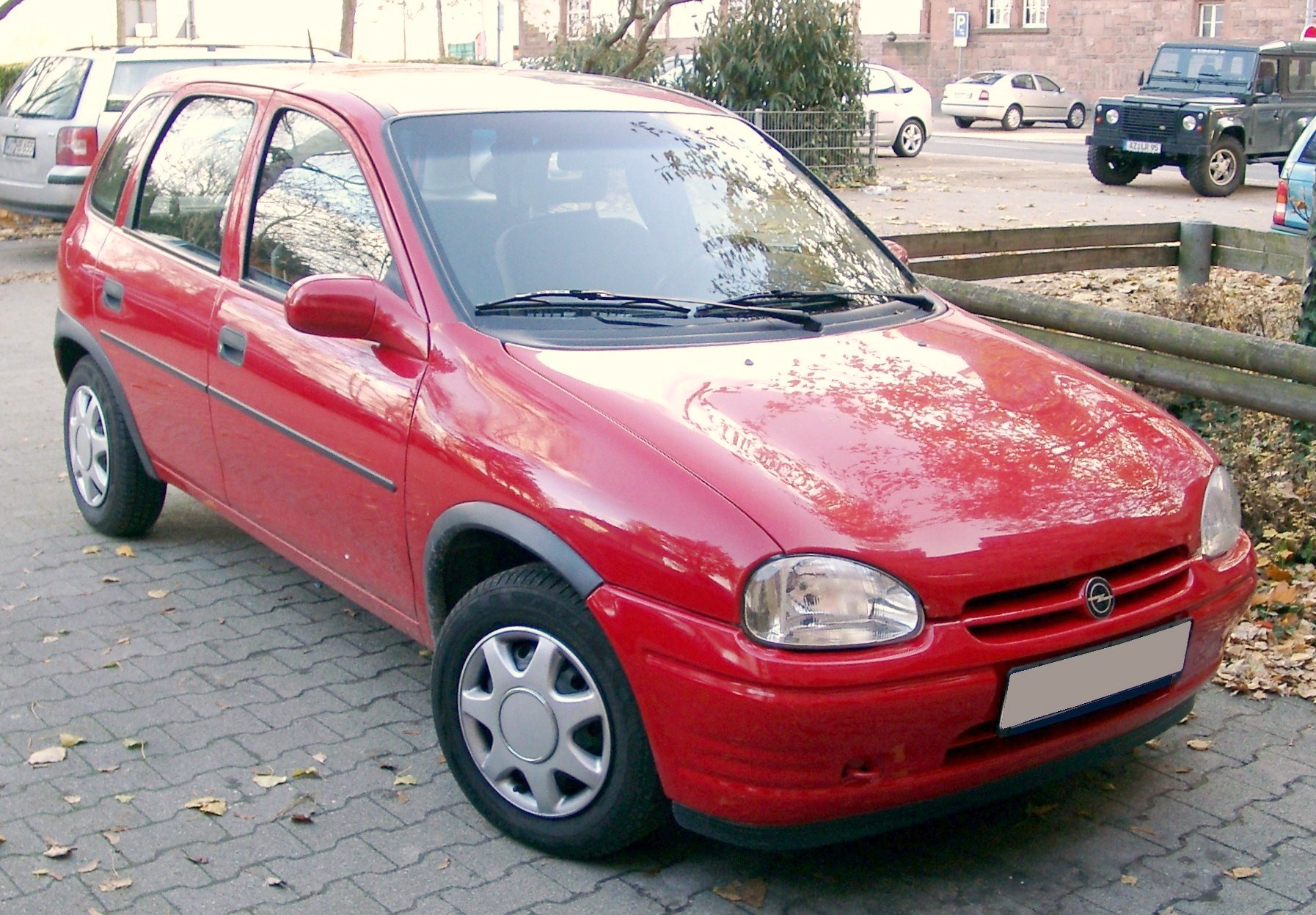
Opel Corsa B 5д. (1993—1997)
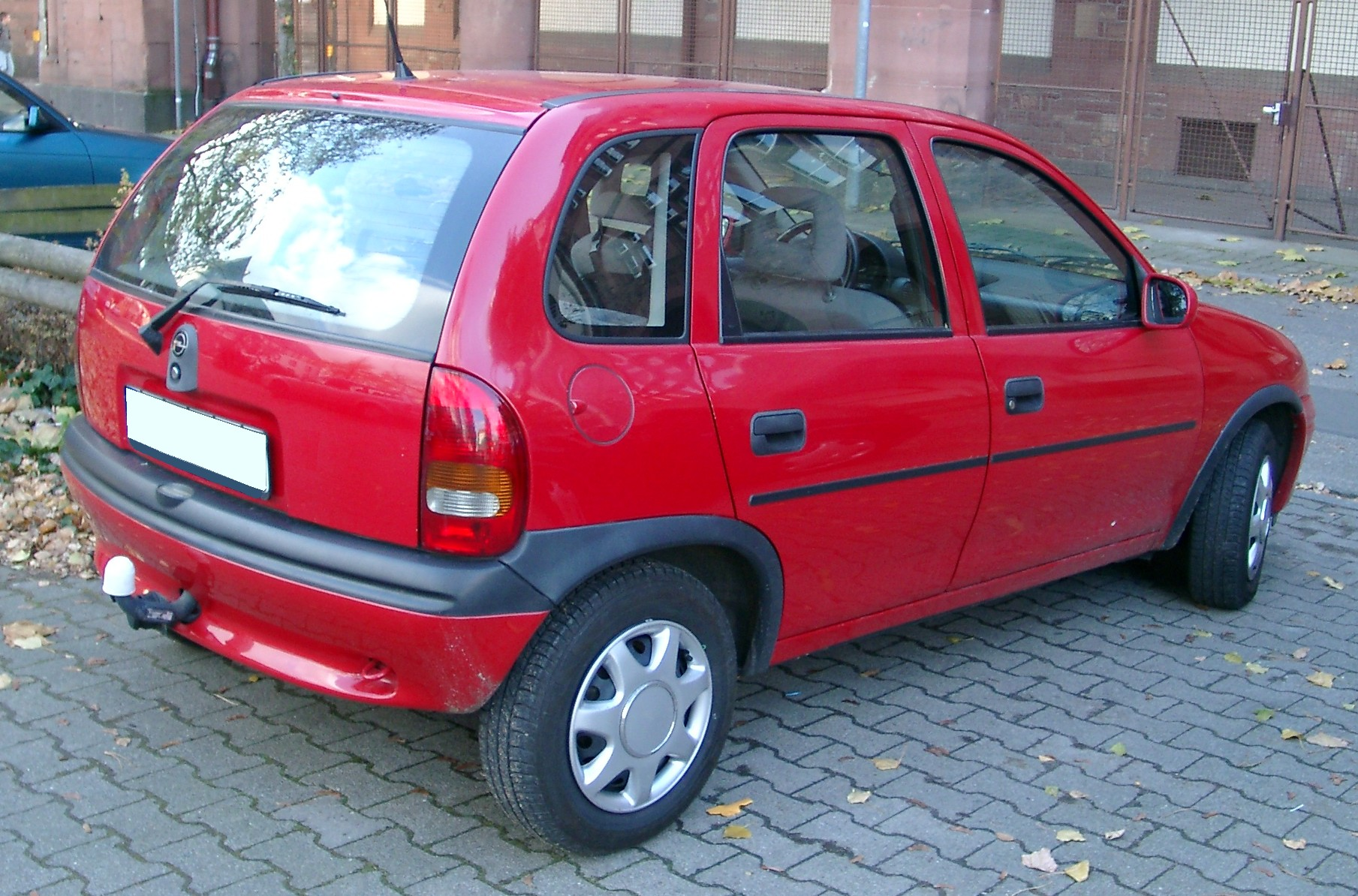
Opel Corsa B 5д. (1993—1997)
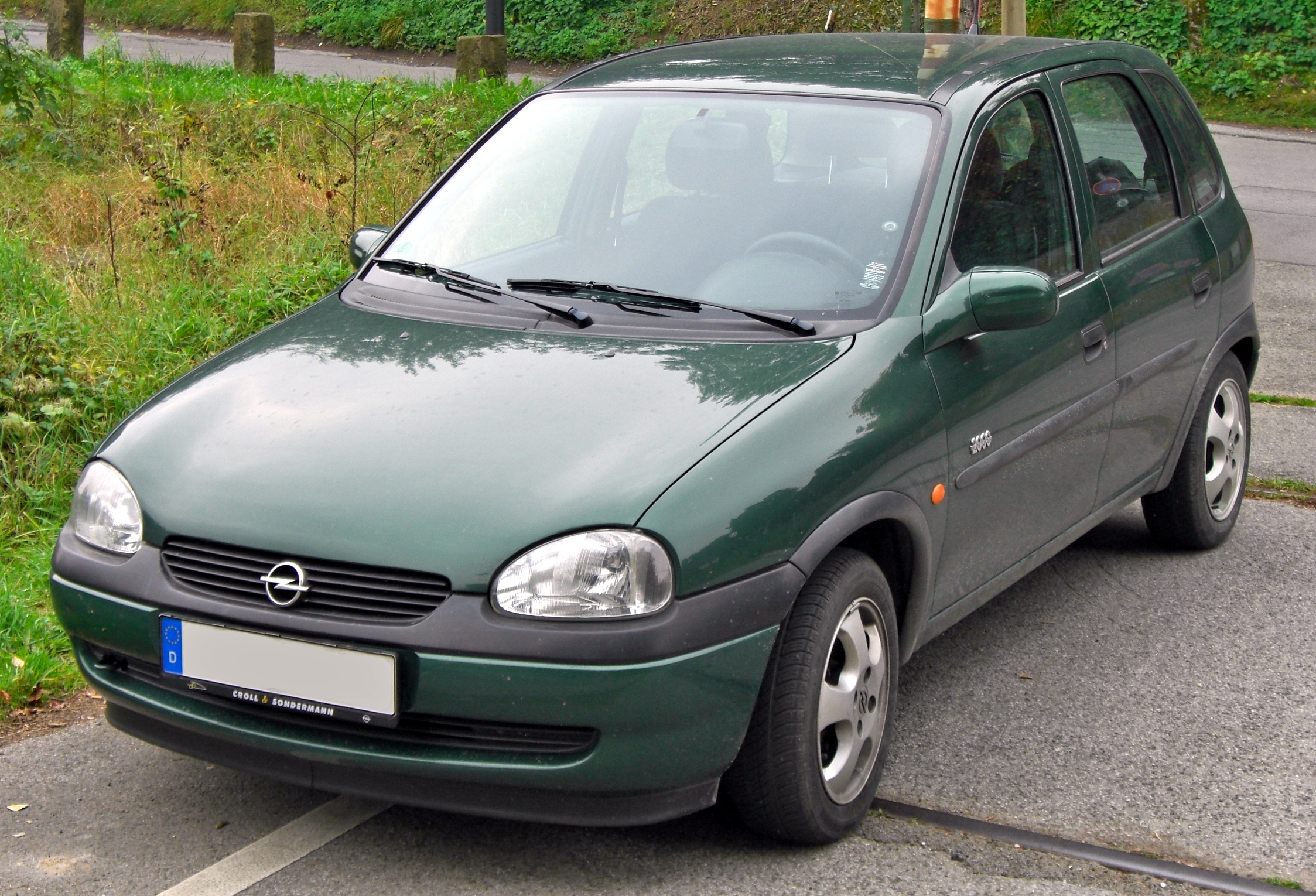
Opel Corsa B 5д. (1997—2000)
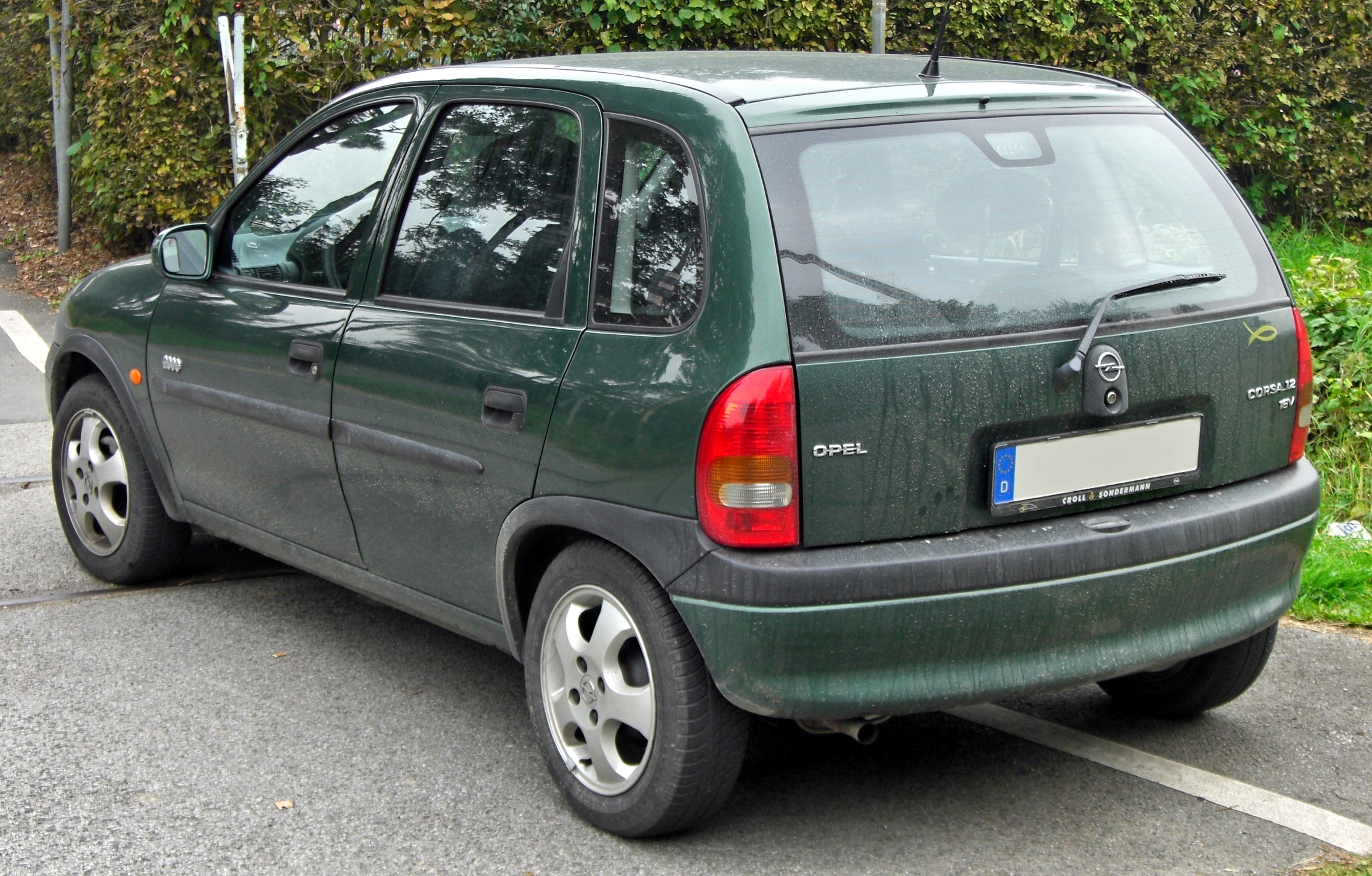
Opel Corsa B 5д. (1997—2000)
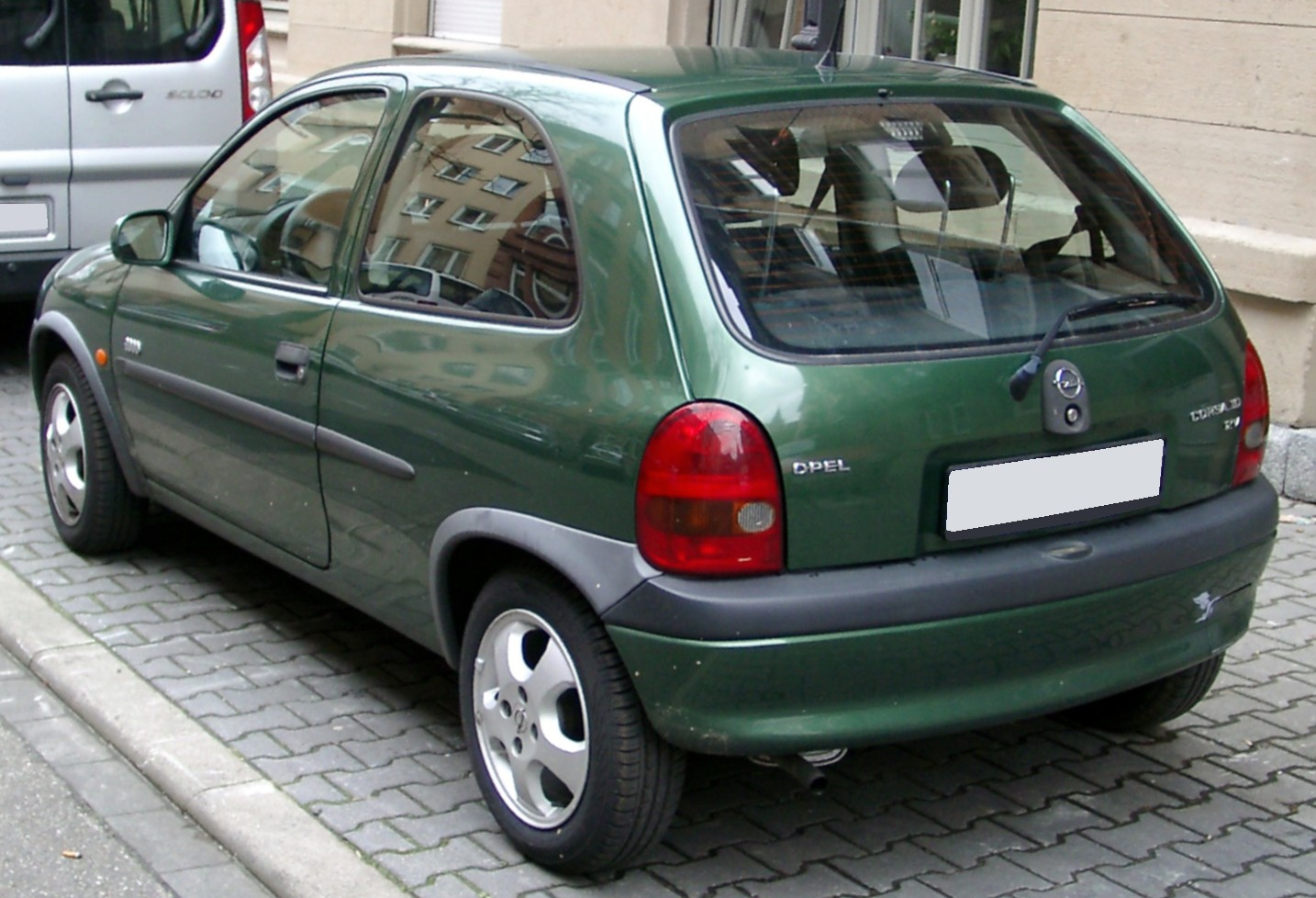
Opel Corsa B 3д. (1997—2000)
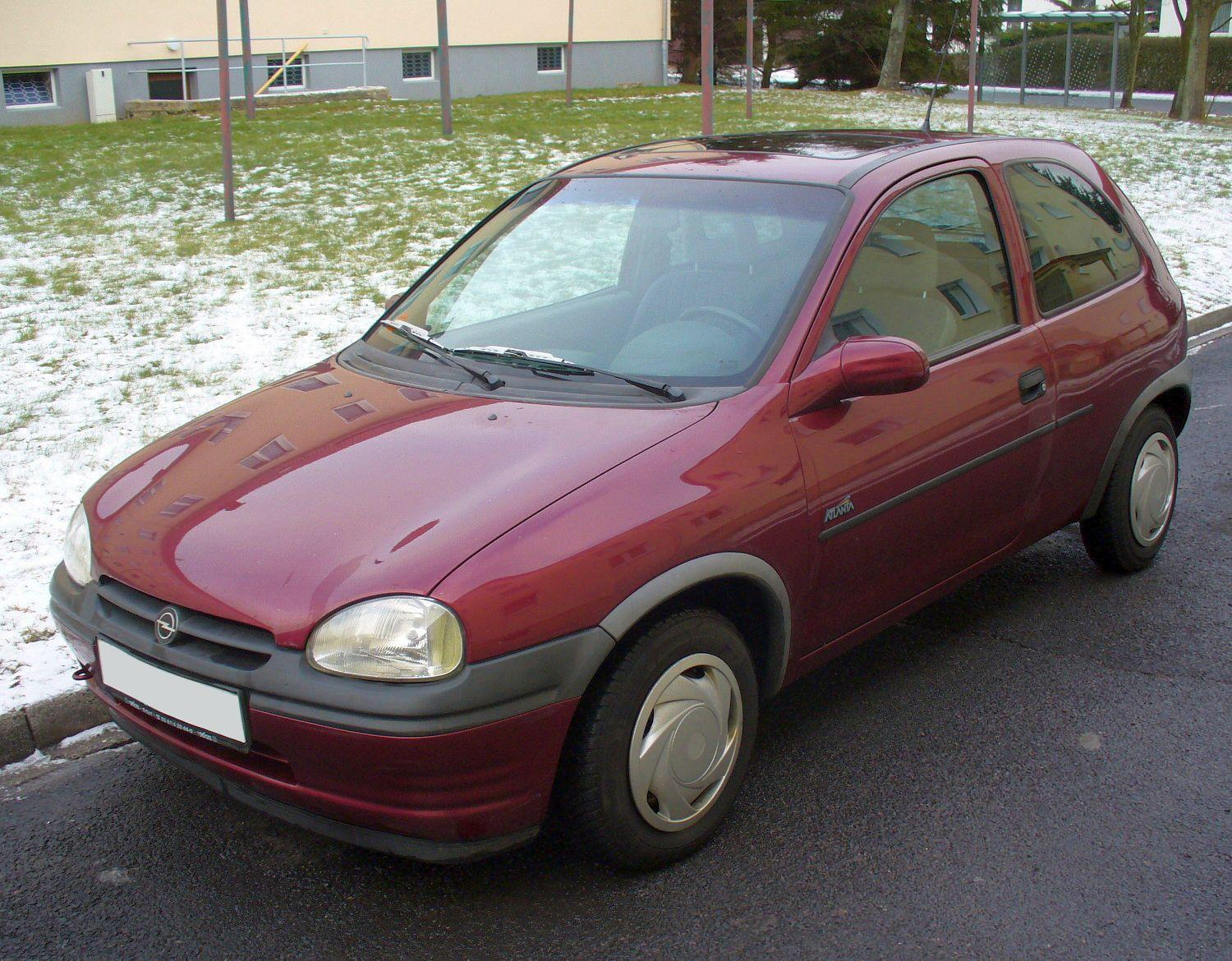
Opel Corsa B GSi
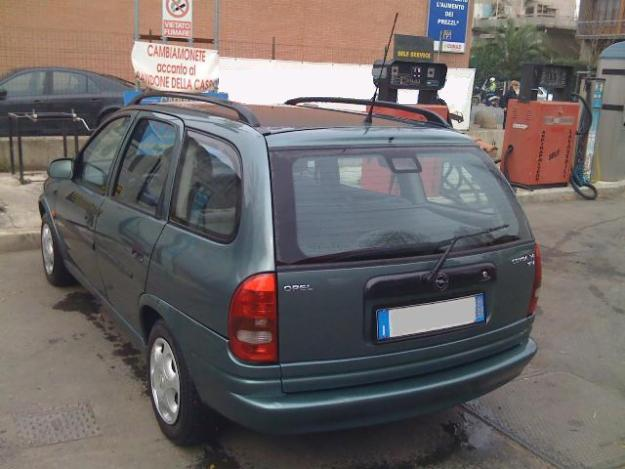
Opel Corsa Caravan
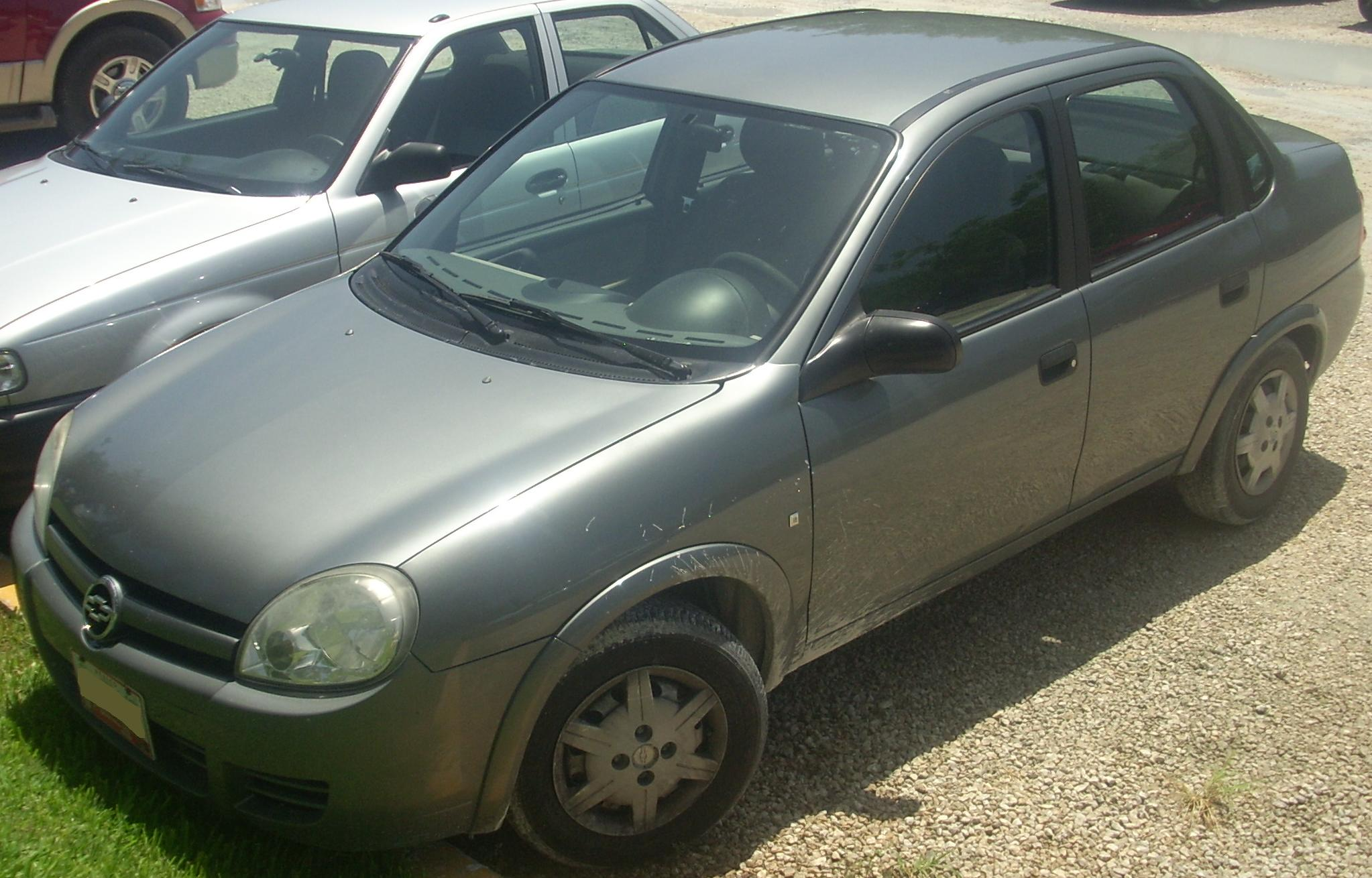
Chevrolet Chevy Седан (2006—2008)

### Двигуни

#### Бензинові
- 1,0 L X10XE I3
- 1,2 L 12NZ I4
- 1,2 L C12NZ I4
- 1,2 L X12SZ I4
- 1,2 L X12XE I4
- 1,4 L C14NZ I4
- 1,4 L C14SE I4
- 1,4 L X14SZ I4
- 1,4 L X14XE I4
- 1,6 L C16XE I4
- 1,6 L X16XE I4

#### Дизельні
- 1,5 L Isuzu 4EC1 I4 diesel
- 1,5 L Isuzu T4EC1 I4 turbodiesel
- 1,7 L Isuzu 4EE1 I4 diesel

## Opel Corsa C (2000—2006)

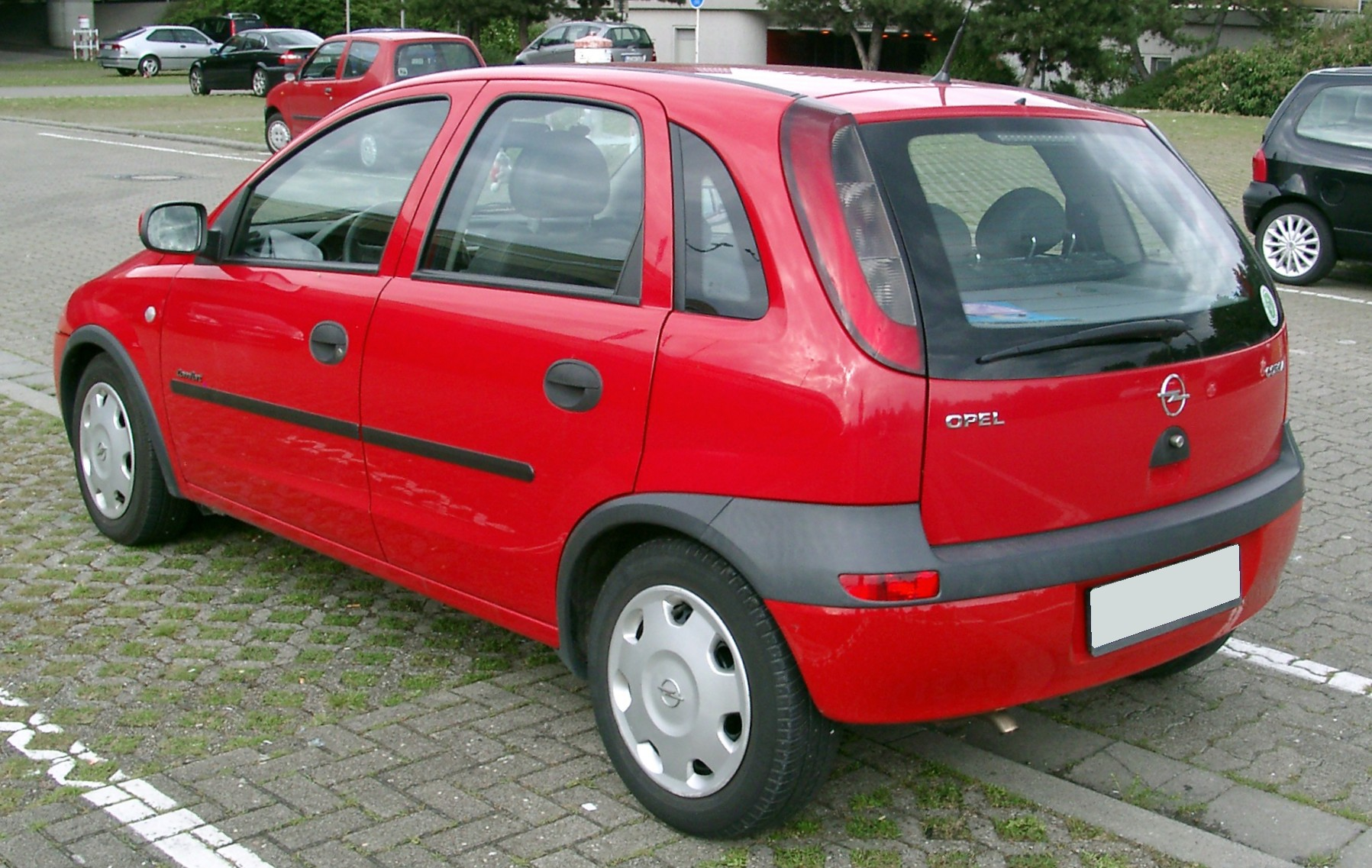
Opel Corsa C 5-дв. (2000—2003)

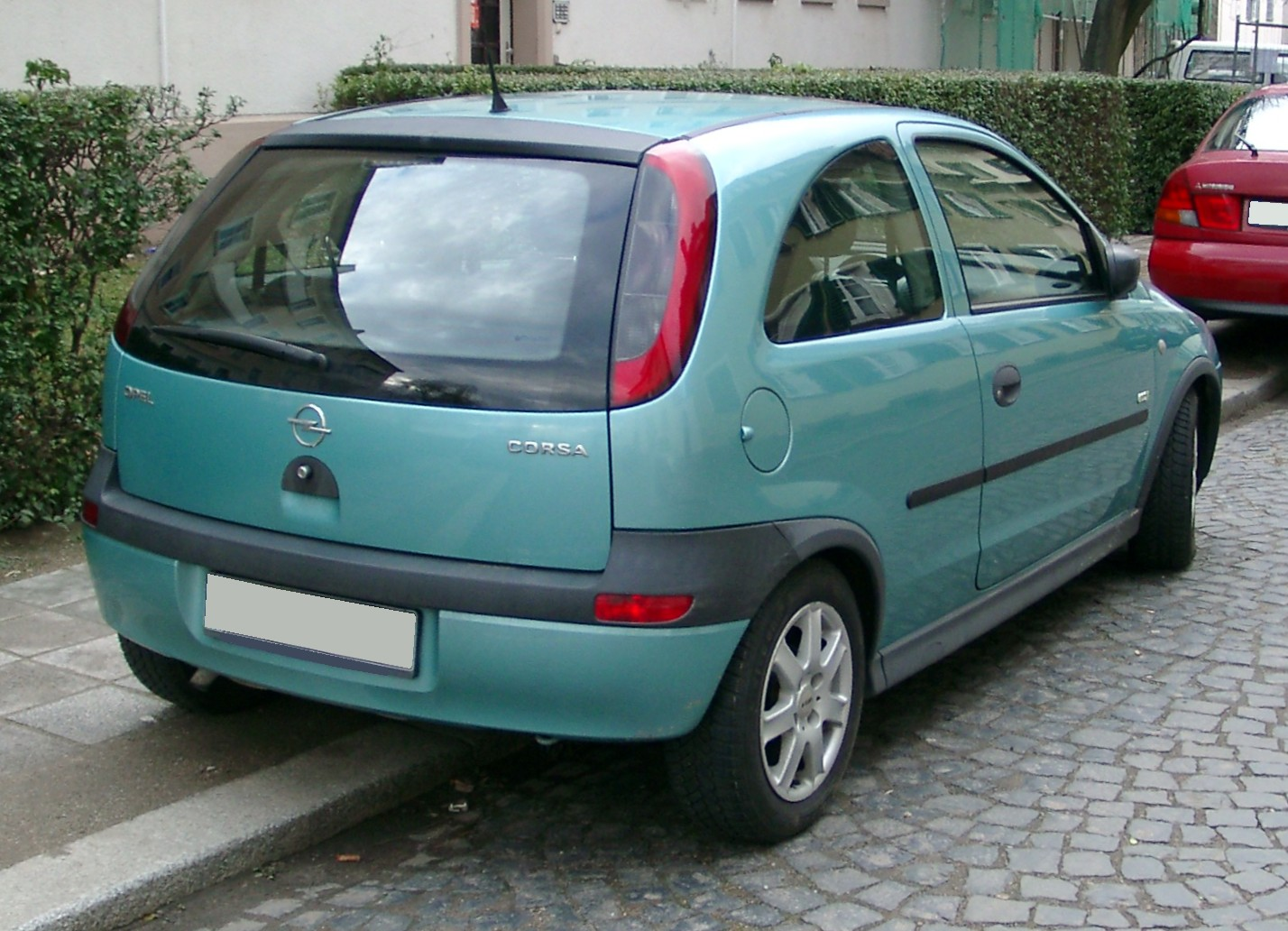
Opel Corsa C 3-дв. (2000—2003)

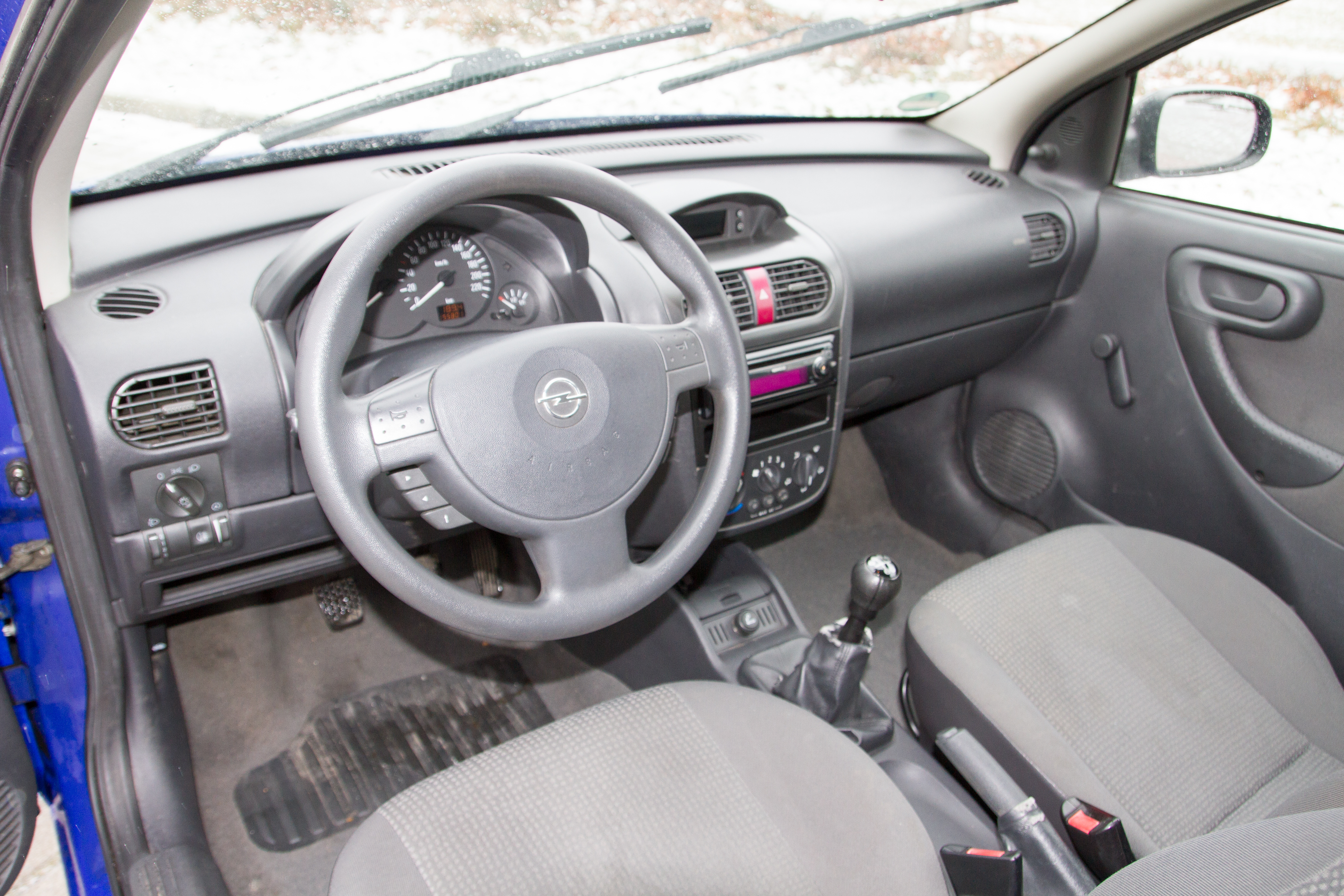

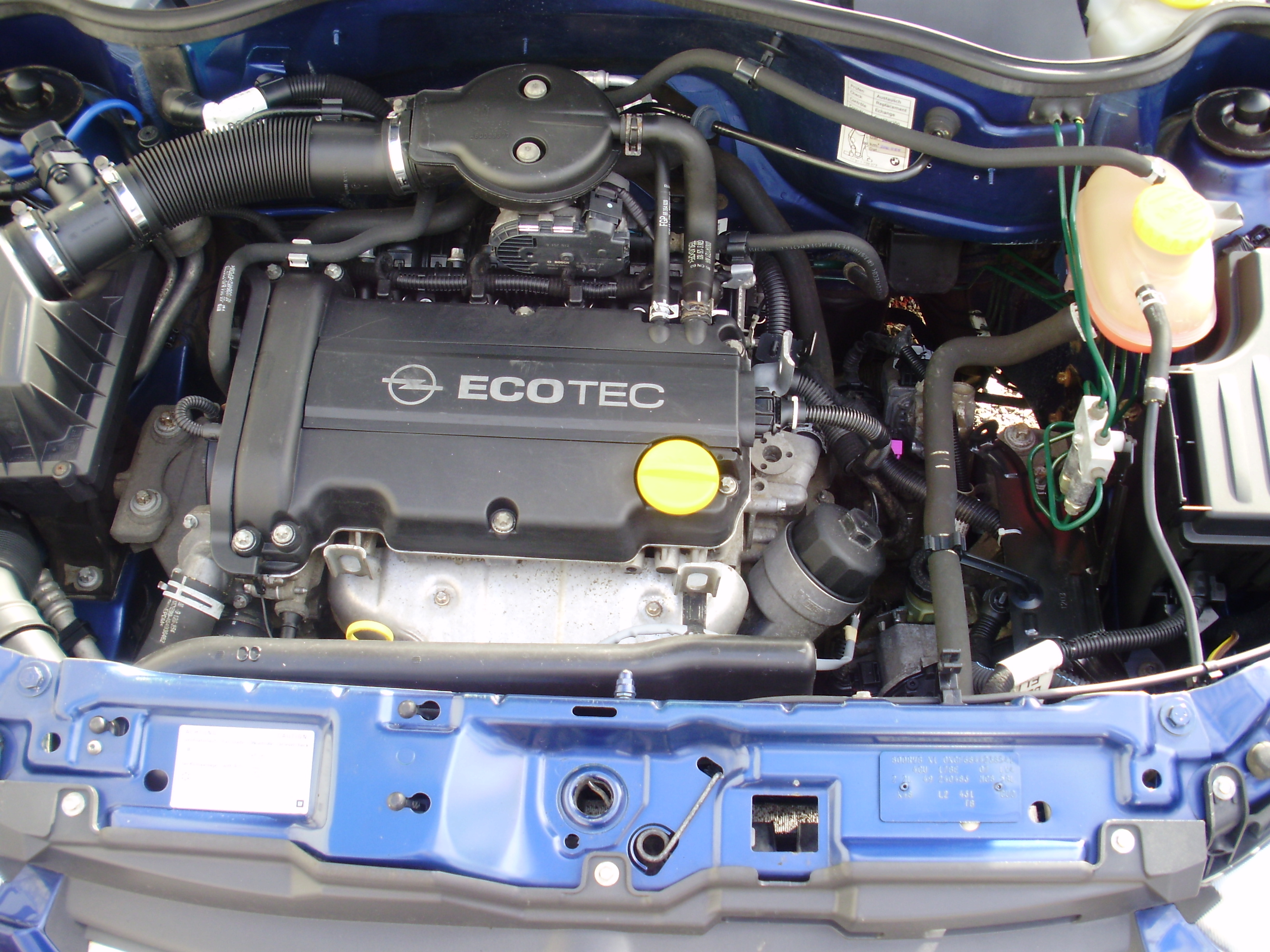
Бензиновий двигун 1,2 л (Z12XE)

У 2000 році почалися продажі третього покоління під назвою Corsa C.
Opel Corsa 2000 модельного ряду революційних змін немає, вона несильно відрізняється від попередниці. В оновленому екстер'єрі з'явився капот, розділений гранню на дві половинки. Позаду — вертикальні ліхтарі, що зайняли місця на стійках кузова. Оновлений передок із масивнішими ґратами радіатора і різко окресленими мигдалеподібними фарами надає Corsa третього покоління більш агресивний і динамічний вигляд.
Автомобіль збудовано на платформі GM Gamma (GM4300). Колісна база становить 2491 мм, рекордний показник для автомобілів такого класу. Салон став трохи просторіше, внутрішня ширина збільшилася на майже на 80 мм, а загальна довжина автомобіля зросла до 3820 мм. Солідності додалося не тільки в зовнішньому вигляді: на третину збільшилася жорсткість кузова на скручування. Двигун і передня підвіска тепер змонтовані на замкнутому підрамнику, що поліпшило не тільки міцність, але і комфорт.
Нове шасі DSA (Dynamic Safety) дозволяє автомобілю чудово тримати дорогу навіть на високих швидкостях.
На центральній консолі знаходяться багатофункціональна система Siemens, що містить у собі радіо, CD-чейнджер, телефон і навігаційну систему з голосовим сповіщенням. Вгорі панелі розташувався багатофункціональний інформаційний дисплей.
Гамма силових агрегатів широка. На вибір пропонуються двигуни різних обсягів і потужностей: від скромного трициліндрового бензинового двигуна об'ємом 1 літр потужністю 58 к. с. до двигуна об'ємом 1,8 літра і потужністю 125 к. с.
Чотирициліндрові турбодизелі «Isuzu» з безпосереднім уприскуванням палива та електронним ПНВТ мають однаковий обсяг 1,7 літра, але через різний тиск наддуву розрізняються за потужністю 65 к. с. (двигун «Y17DTL», версія моделі «1,7 DI») і 75 к. с. (двигун «Y17DT» на версії «1,7 DTI»), витрата палива 4,7 л на 100 км.
У всіх версіях Corsa залишиться економічним автомобілем. Всі бензинові агрегати відповідають екологічним вимогам Euro 4, а дизельні Euro 3.
Всі автомобілі обладнуються електрогідропідсилювачем рульового управління та АБС, що працює спільно з електронною системою розподілу гальмівних зусиль.
Для Corsa передбачено три види трансмісії. Крім п'ятиступінчастою механічною і чотириступінчастою автоматичною коробкою передач оснащується новою системою «Easytronic», яка являє собою звичайну механічну коробку передач, яка може перемикатися без вижиму зчеплення, причому як в автоматичному режимі, так і щодо вибору водія.
Фронтальні та бокові подушки спереду входять у стандартне обладнання разом з активними підголівниками.
У 2003 році було внесено незначні косметичні зміни. Злегка переробили хромовану решітку радіатора. Пофарбовані в колір кузова бампери захистили чорними молдингами. У оздоблення салону з'явилися нові колірні рішення і матеріали обробки, в шести варіантах виконання. Крім того, в стандартне устаткування увійшли ABS з Brake Assist і система Follow Me Home, провожающая водія світлом фар від автомобіля до дверей будинку, а в список опцій потрапили ксенон і ESP.
У ряді бензинових двигунів залишилися двигуни 1,0, 1,2, 1,4 та 1,8 (60, 75, 90 і 125 сил відповідно), які у 2004 році оснастили системою регульованого впуску «Twinport». Уже відомий дизельний двигун «Isuzu» 1,7 л отримав систему Common Rail й зріс у потужності до 101 к. с., версія з цією модифікацією «Z17DTH» отримала позначення «Corsa 1,7 CDTI». Також до гами долучився ще один дизель Common Rail виробництва FIAT, об'ємом 1248 см³ в першому варіанті на 69 к. с. (модифікація «Z13DT»), яка у 2005 році зросла до 75 к. с. (модифікація «Z13DTJ»), обидві версії з дизелями 1,3 л позначали просто як «Corsa  CDTI».
Opel Corsa C вироблявся з листопада 2000 року по жовтень 2006-го. Однак на травень 2007 року Opel Corsa C, був ще актуальним автомобілем у таких країнах: Бахрейн, Ісландія, Ізраїль, Катар, Кувейт, Саудівська Аравія, Південна Африка, Тайвань та деяких інших.

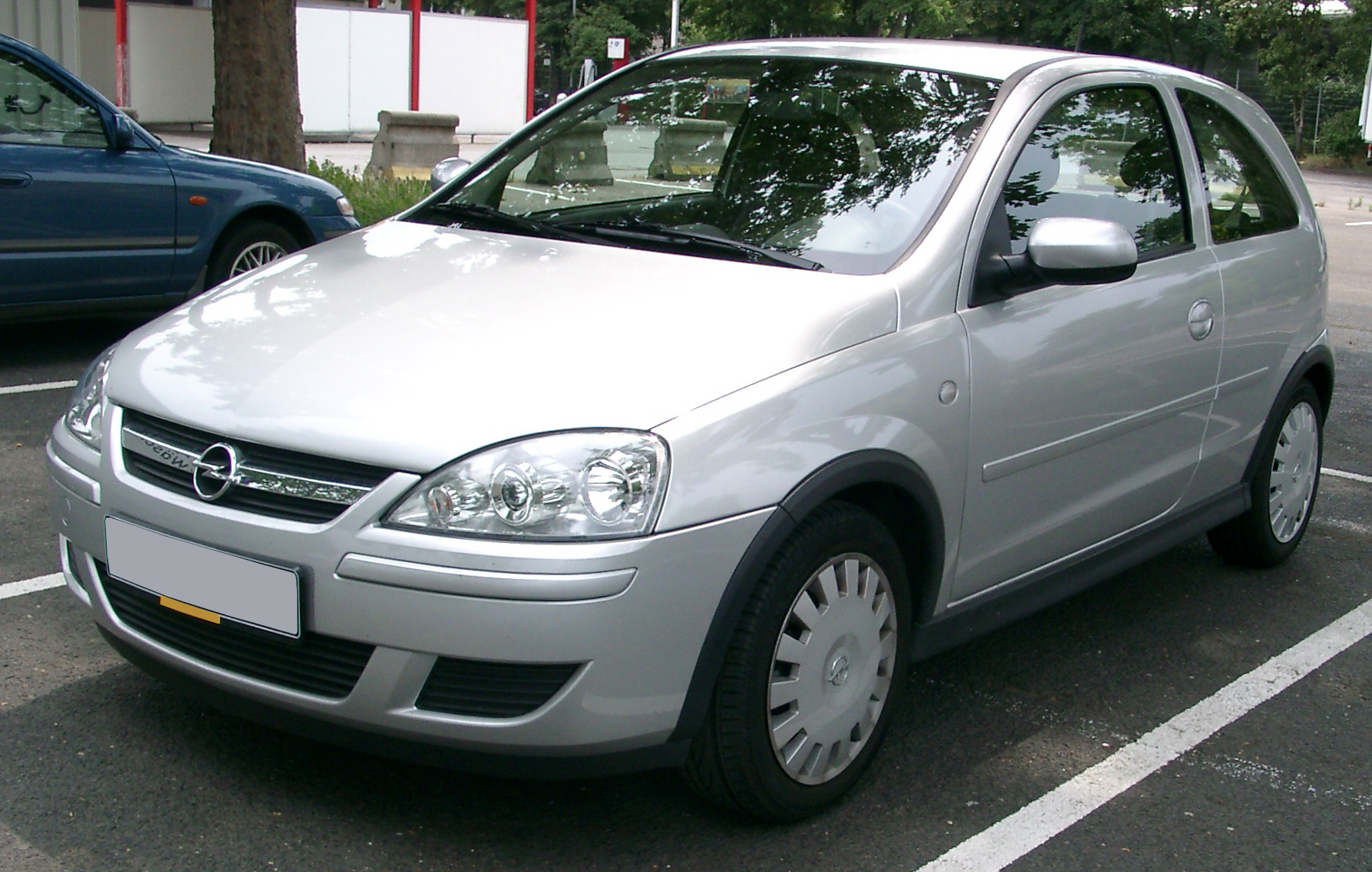
Opel Corsa C 3д. (2003—2006)
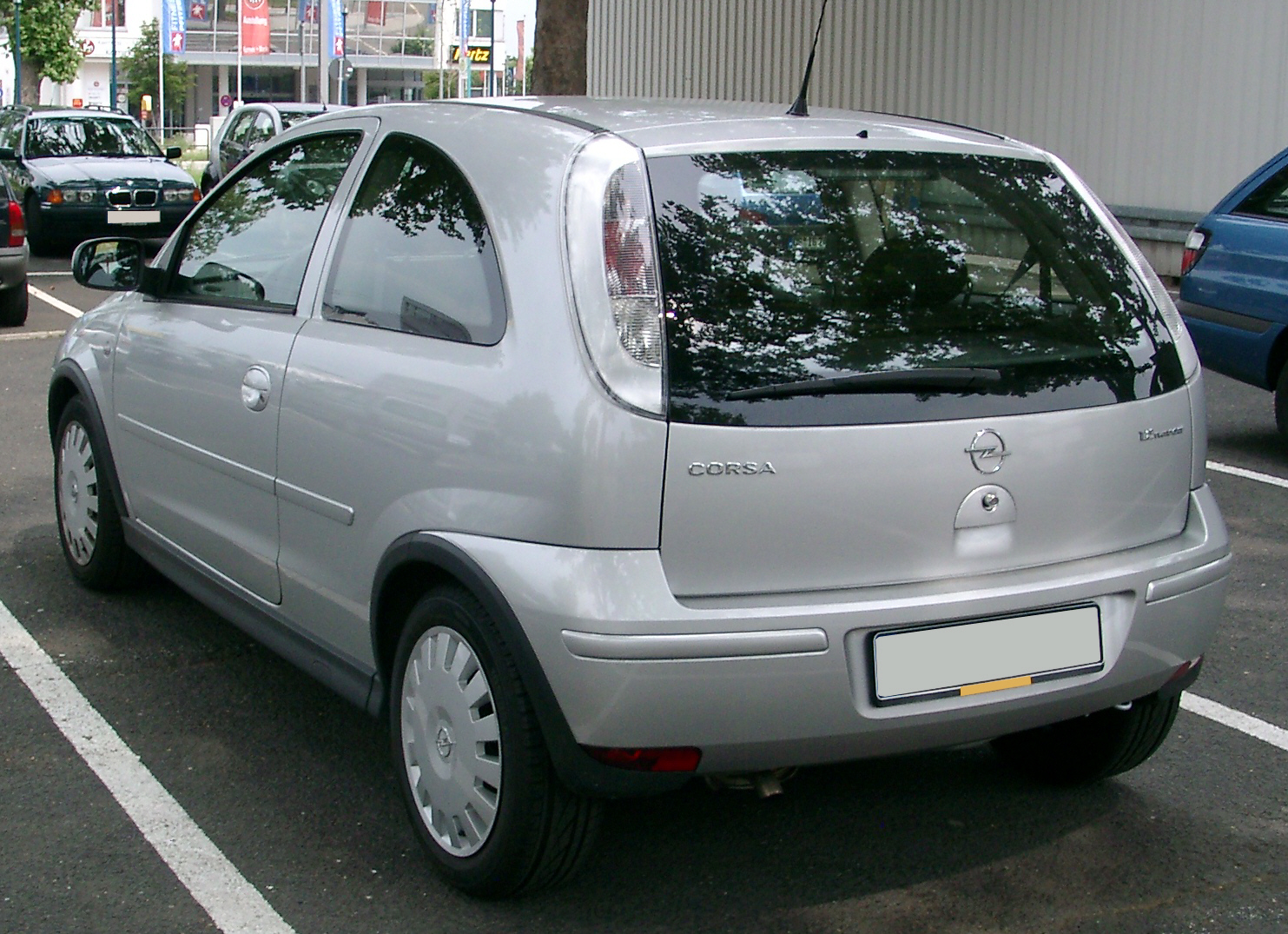
Opel Corsa C 3д. (2003—2006)
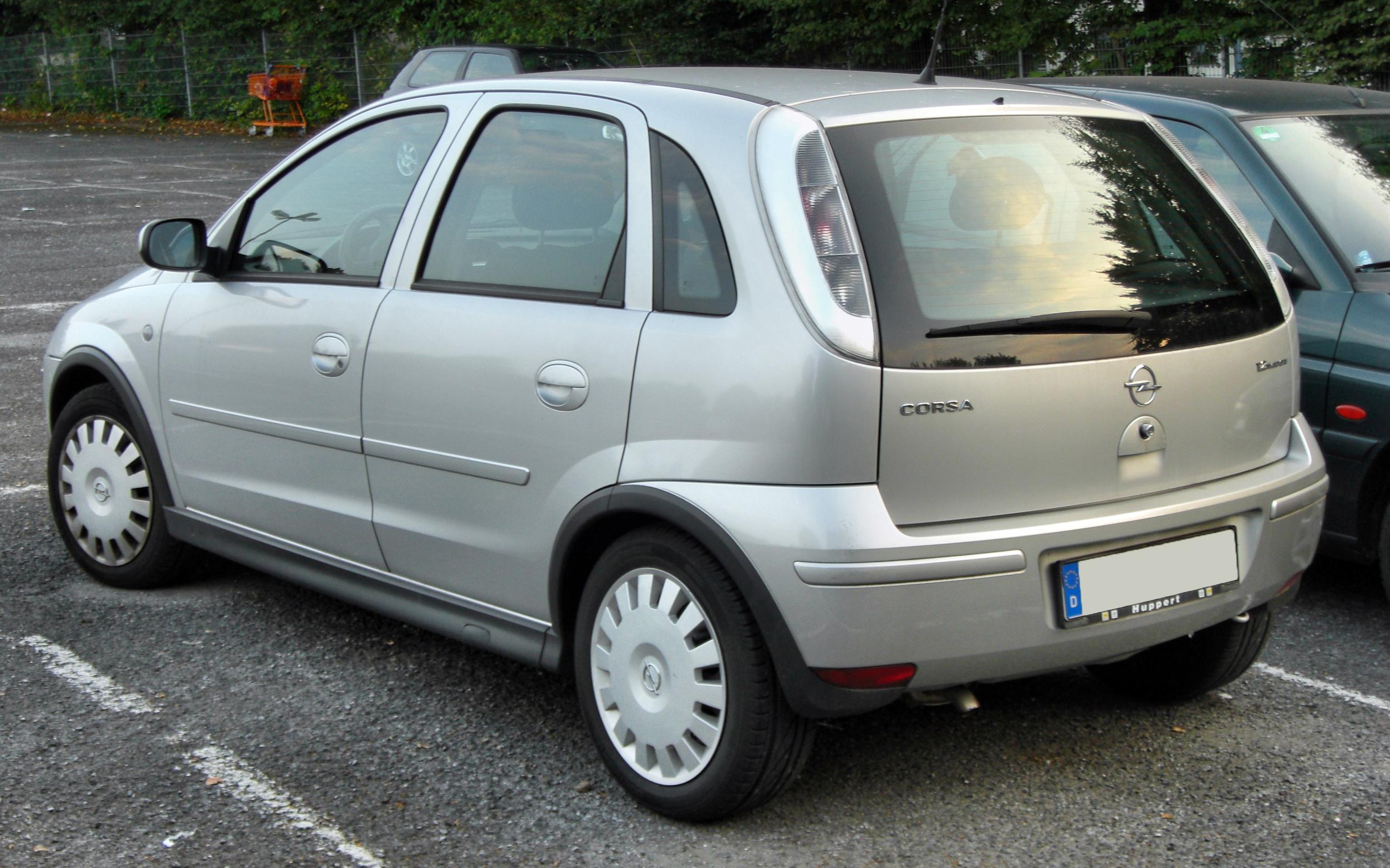
Opel Corsa C 5д. (2003—2006)
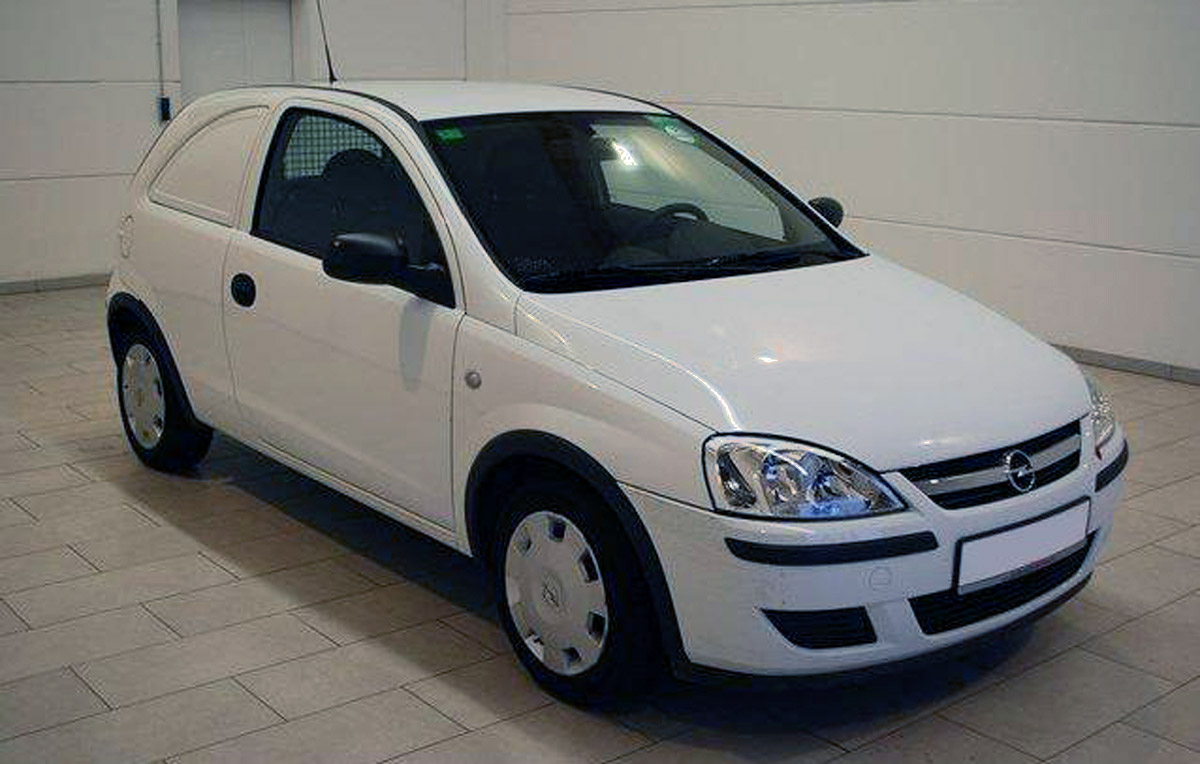
Opel Corsa C Фургон
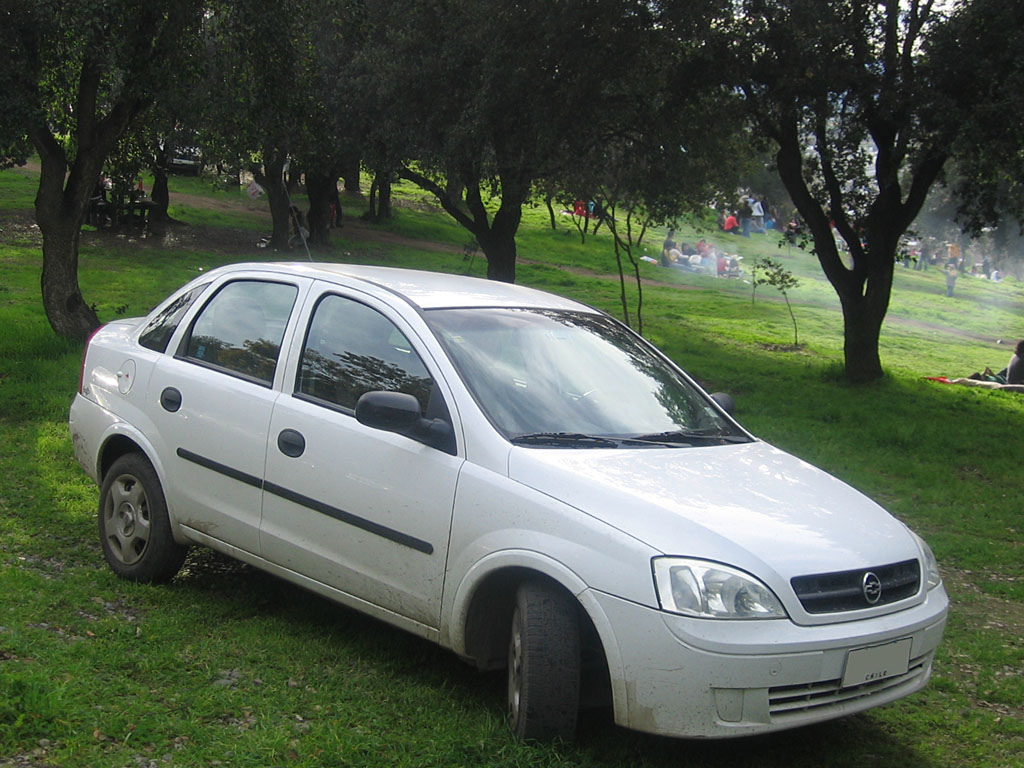
Chevrolet Corsa Седан

### Двигуни
| Параметри                                 | Рядні бензинові двигуни    | Рядні бензинові двигуни    | Рядні бензинові двигуни    | Рядні бензинові двигуни    | Рядні бензинові двигуни    | Рядні бензинові двигуни    | Рядні бензинові двигуни    | Рядні дизельні двигуни | Рядні дизельні двигуни | Рядні дизельні двигуни  | Рядні дизельні двигуни  | Рядні дизельні двигуни | Рядні дизельні двигуни |
| Торговельне позначення Позначення двигуна | 1,0 Z 10 XE                | 1,0 Twinport Z 10 XEP      | 1,2 Z 12 XE                | 1,2 Twinport Z 12 XEP      | 1,4 Z 14 XE                | 1,4 Twinport Z 14 XEP      | 1,8 Z 18 XE                | 1,3 CDTI Z 13 DT       | 1,3 CDTI Z 13 DTJ      | 1,7 DT Y 17 DTL         | 1,7 DTI Y 17 DT         | 1,7 CDTI Z 17 DTH      | 1,9 CDTI R 19 F9Q1     |
| Період випуску                            | 09/2000 — 08/2003          | 09/2003 — 09/2006          | 09/2000 — 06/2004          | 07/2004 — 09/2006          | 09/2000 — 08/2003          | 09/2003 — 09/2006          | 09/2001 — 08/2005          | 09/2003 — 09/2006      | 09/2005 — 09/2006      | 09/2000 — 08/2003       | 09/2000 — 08/2003       | 09/2003 — 09/2006      | 09/2000 — 09/2007      |
| Кількість циліндрів / клапанів            | 3 / 12                     | 3 / 12                     | 4 / 16                     | 4 / 16                     | 4 / 16                     | 4 / 16                     | 4 / 16                     | 4 / 16                 | 4 / 16                 | 4 / 16                  | 4 / 16                  | 4 / 16                 | 4 / 16                 |
| Діаметр × ход поршня (мм)                 | ø72,5 × 78,6               | ø73,4 × 78,6               | ø72,5 × 72,6               | ø73,4 × 72,6               | ø77,6 × 73,4               | ø73,4 × 80,6               | ø80,5 × 88,2               | ø69,6 × 82,0           | ø69,6 × 82,0           | ø79,0 × 86,0            | ø79,0 × 86,0            | ø79,0 × 86,0           | ø79,0 × 86,0           |
| Об'єм (см³)                               | 973                        | 998                        | 1199                       | 1229                       | 1389                       | 1364                       | 1796                       | 1248                   | 1248                   | 1686                    | 1686                    | 1686                   | 1686                   |
| Потужність кВт (к. с.) при об/хв          | 43(58) 5600                | 44(60) 5600                | 55(75) 5600                | 59(80) 5600                | 66(90) 5600                | 66(90) 5600                | 92(125) 6000               | 51(69) 4000            | 55(75) 4000            | 48(65) 4400             | 55(75) 4400             | 74(101) 4400           |                        |
| Обертаючий момент (Н·м) при об/хв         | 85 3800                    | 88 3800                    | 110 4000                   | 110 4000                   | 125 4000                   | 125 4000                   | 165 4600                   | 170 1750—2500          | 170 1750—2500          | 130 2000—3000           | 165 1800—3000           | 240 2300               |                        |
| Ступінь стиснення                         | 10,1                       | 10,5                       | 10,1                       | 10,5                       | 10,5                       | 10,5                       | 10,5                       | 18,0                   | 18,0                   | 18,4                    | 18,4                    | 18,4                   | 18,4                   |
| Система живлення                          | Багатоточечне впорскування | Багатоточечне впорскування | Багатоточечне впорскування | Багатоточечне впорскування | Багатоточечне впорскування | Багатоточечне впорскування | Багатоточечне впорскування | Common Rail            | Common Rail            | Розподільний ПНВТ з EDC | Розподільний ПНВТ з EDC | Common Rail            |                        |

## Opel Corsa D (2006—2014)
Opel Corsa D — поточна модель автомобіля сегмента B від General Motors. Світова прем'єра відбулася 18 липня 2006 року, а з 7 жовтня 2006 року офіційно почалися продажі. Вона була створена на новій платформі GM Fiat Small (SCCS), яку з нею розділив хетчбек Fiat Grande Punto, але коротшу за останнього на 31 см. Схематично підвіски залишилися традиційними для класу (Макферсон і балка, що скручується), але вся конструкція була переглянута. До того ж у силовому каркасі збільшилася частка високоміцних сталей.
Особливістю останньої моделі Corsa, в порівнянні з попередниками є його збільшені розміри.
Opel Corsa виготовляється на заводах в Айзенахе (Німеччина) і Сарагосі (Іспанія).
У листопаді 2010 року Opel представив оновлену Corsa, яка відрізняється головним чином модифікованою передньою частиною. Модель також отримала переглянутий спектр варіантів оснащення. У продажу модифікована версія доступна з 29 січня 2011 року.

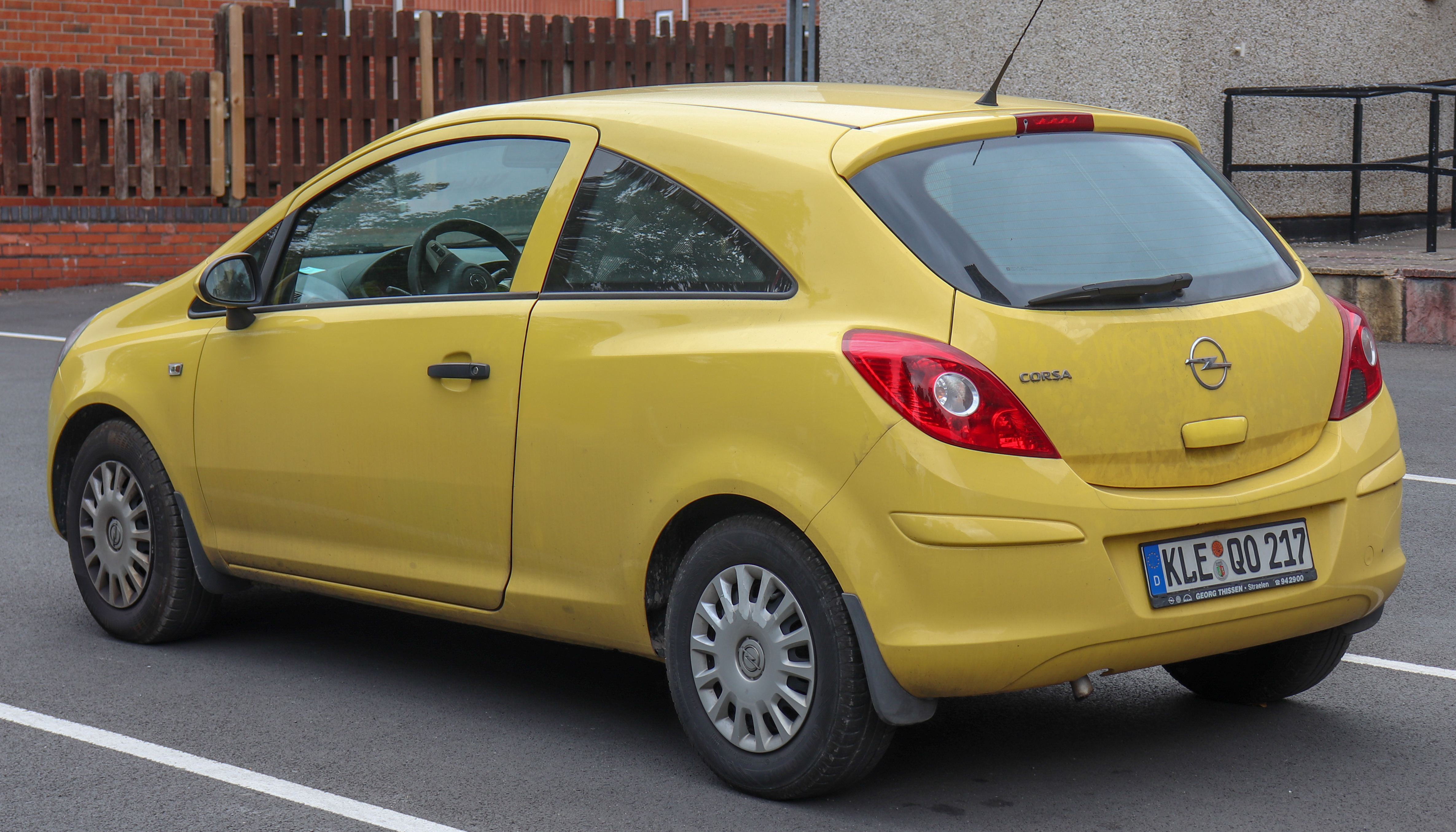
Opel Corsa D 3д.
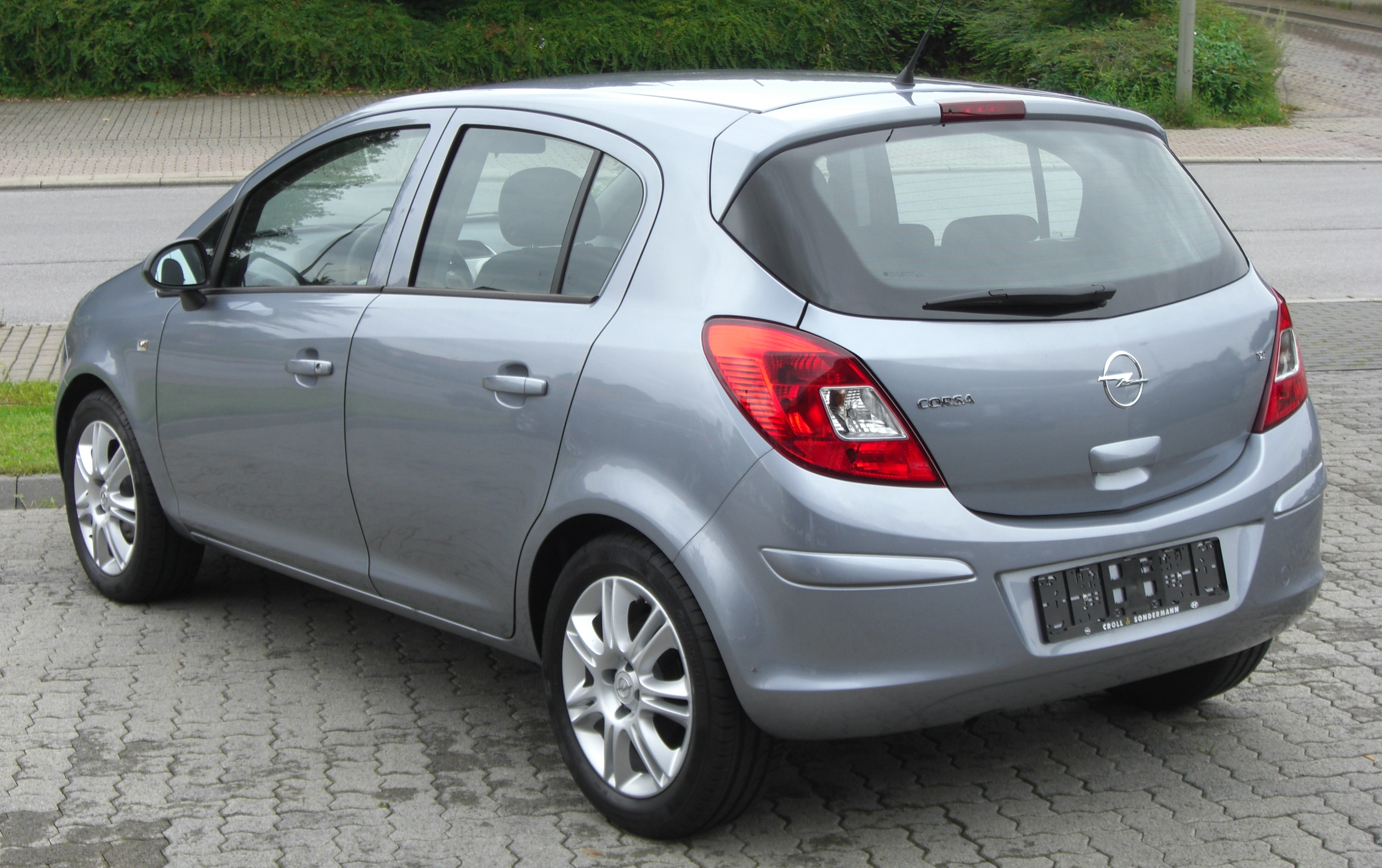
Opel Corsa D 5д.
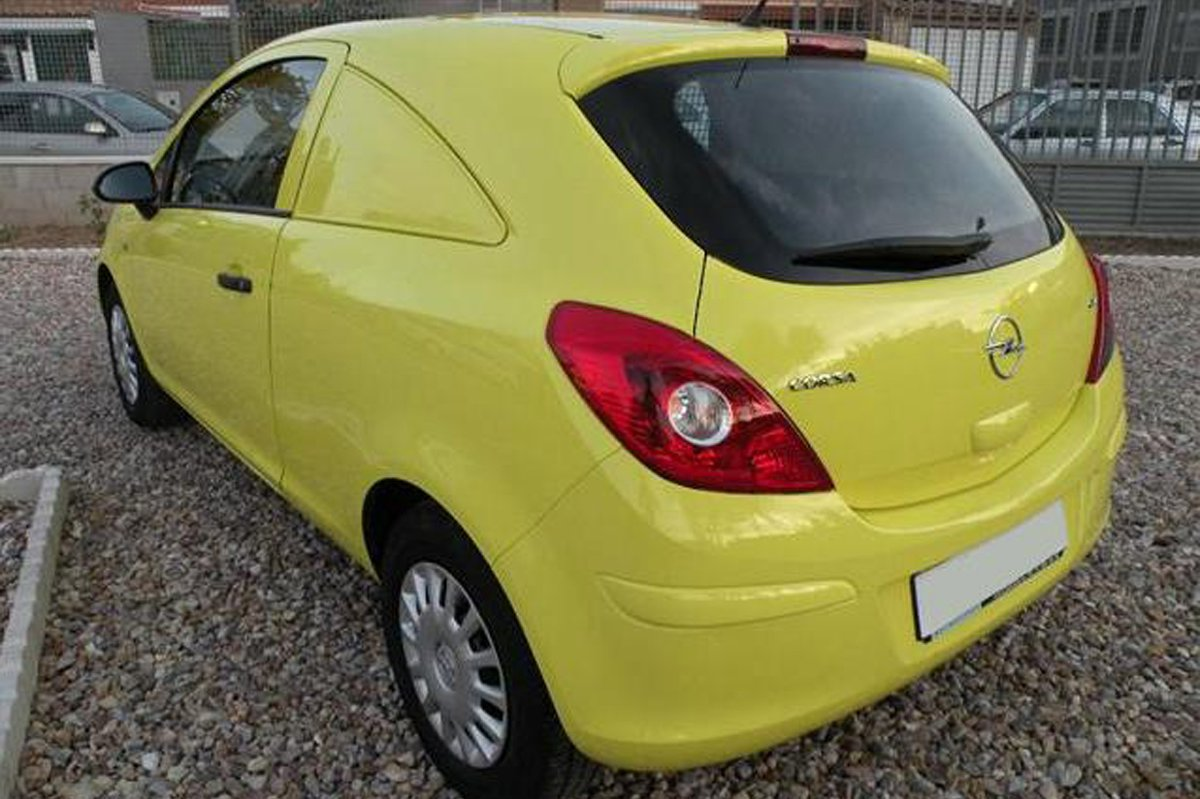
Opel Corsa D Фургон
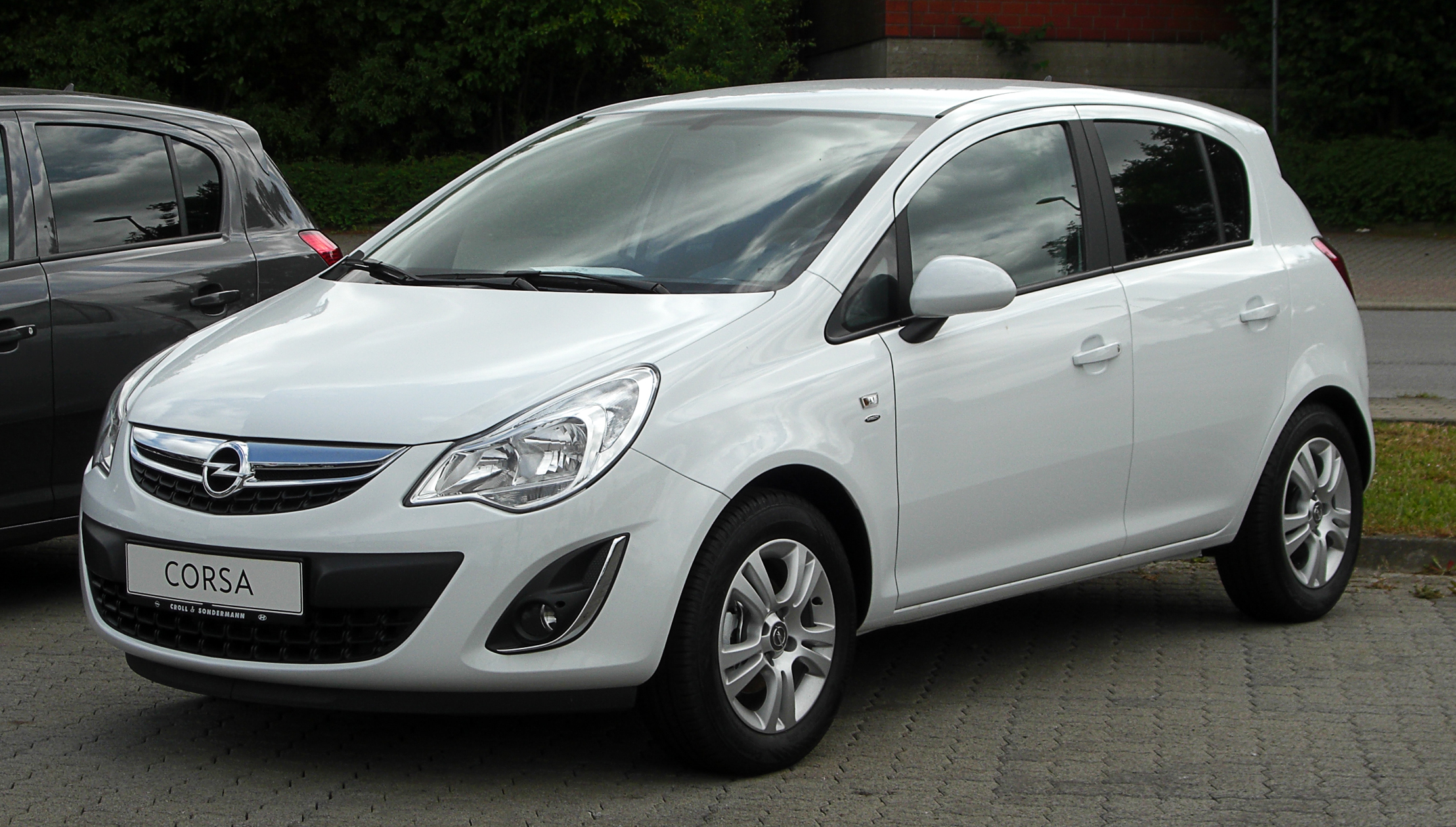
Corsa D 5д. (з 2011 р.)
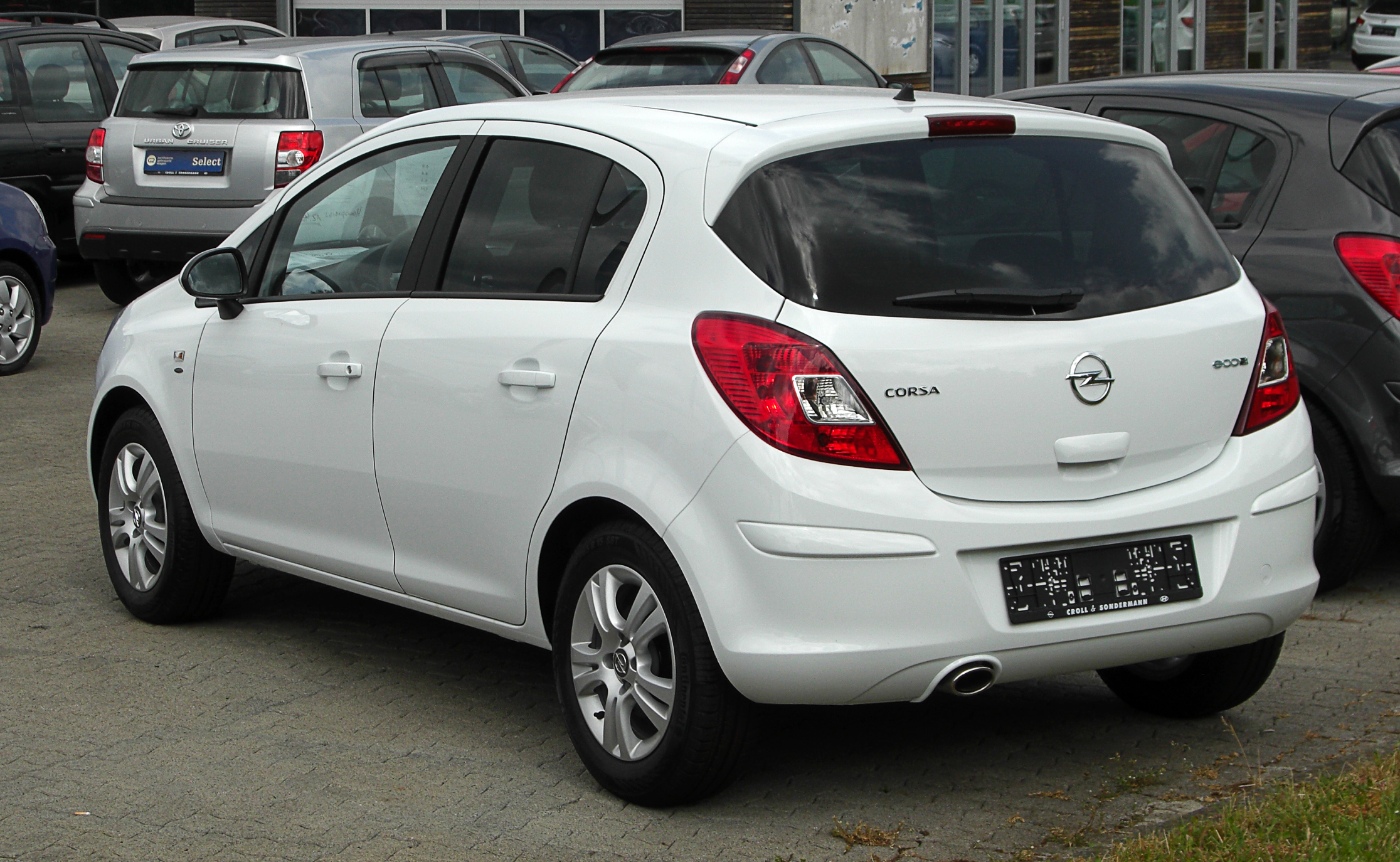
Corsa D 5д. (з 2011 р.)

### Corsa OPC

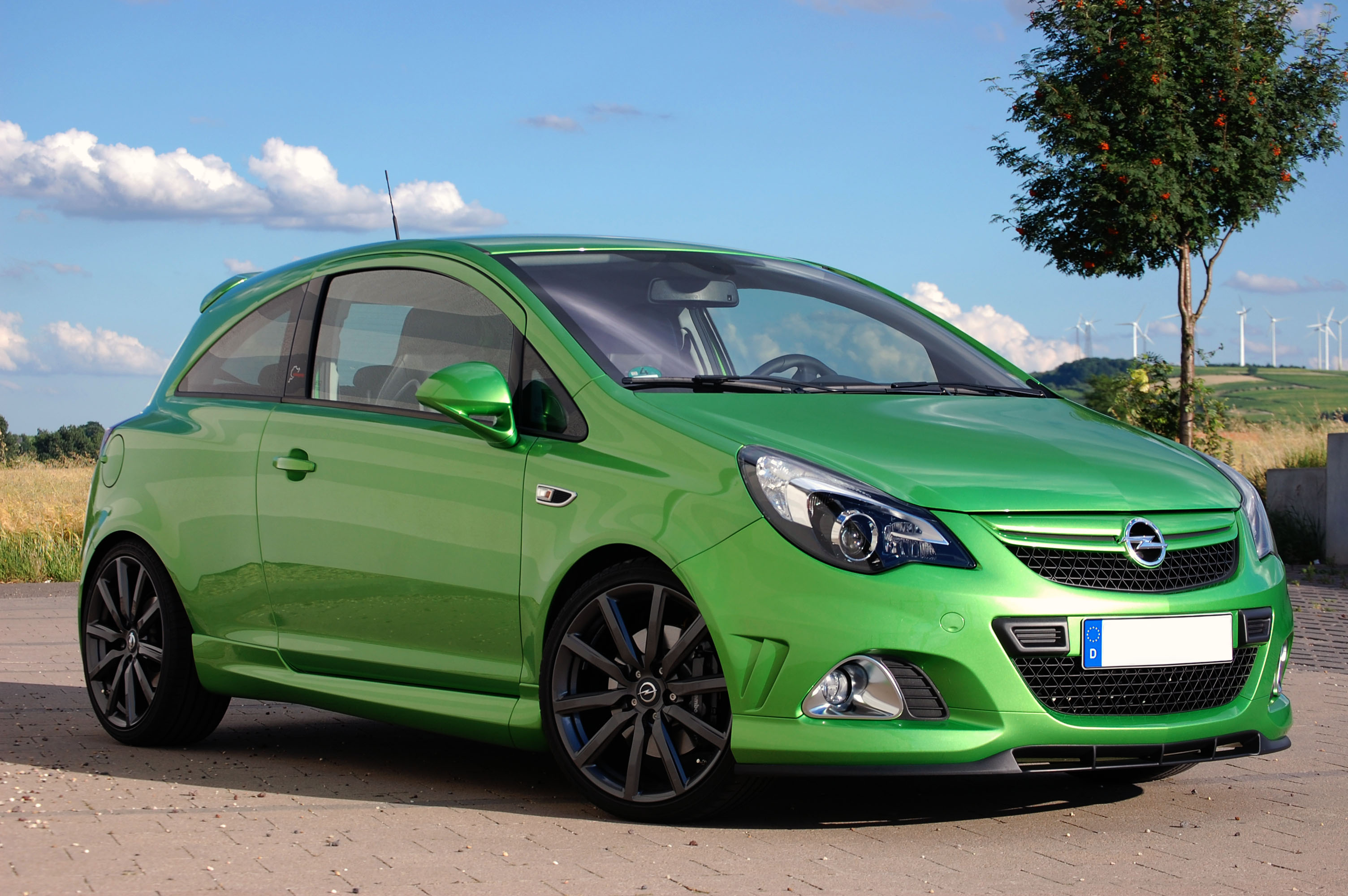
Opel Corsa D OPC (з 2007)

У березні 2007 року на Женевському автосалоні представлена Corsa OPC з 1,6-літровим бензиновим двигуном ECOTEC з турбонаддувом і потужністю 141 кВт (192 к. с.). Автомобіль розганяється від 0 до 100 км/год за 7,2 с і досягає максимальної швидкості 225 км/год.

### Двигуни
- 1,0 L A10XEP (LDB) I3
- 1,2 L A12XEL (LWD) I4
- 1,2 L A12XER (LDC) I4
- 1,4 L A14XEL (L2Z) I4
- 1,4 L A14XER (LDD) I4
- 1,4 L A14NEL (LUH) turbo I4
- 1,6 L A16LEL turbo l4
- 1,6 L A16LER (LDW) turbo I4 192 к. с. (OPC)
- 1,3 L LDV I4 (diesel)
- 1,3 L LSF I4 (diesel)
- 1,7 L Circle L I4 (diesel)

## Opel Corsa E (2014—2019)

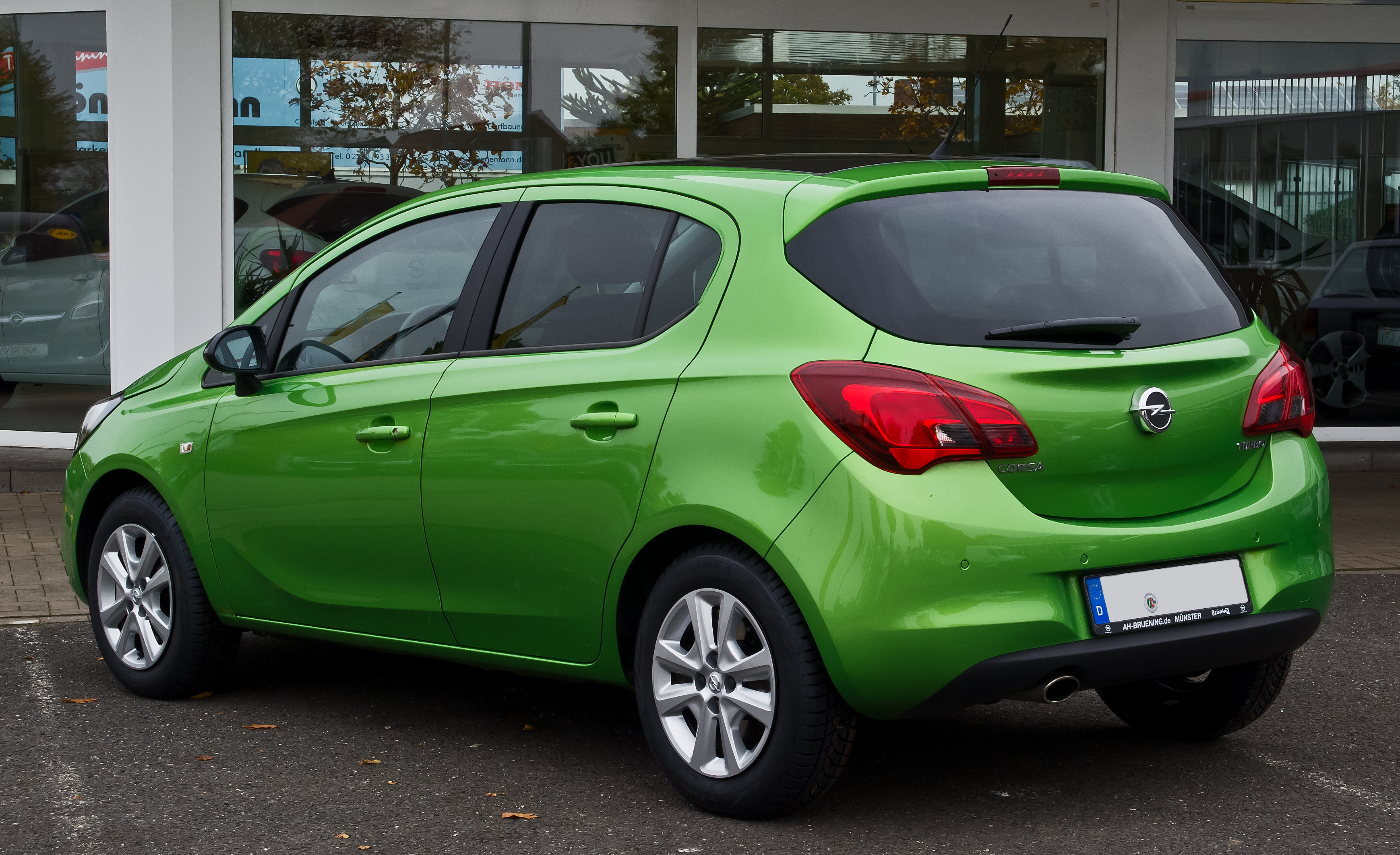
Opel Corsa E 5дв.

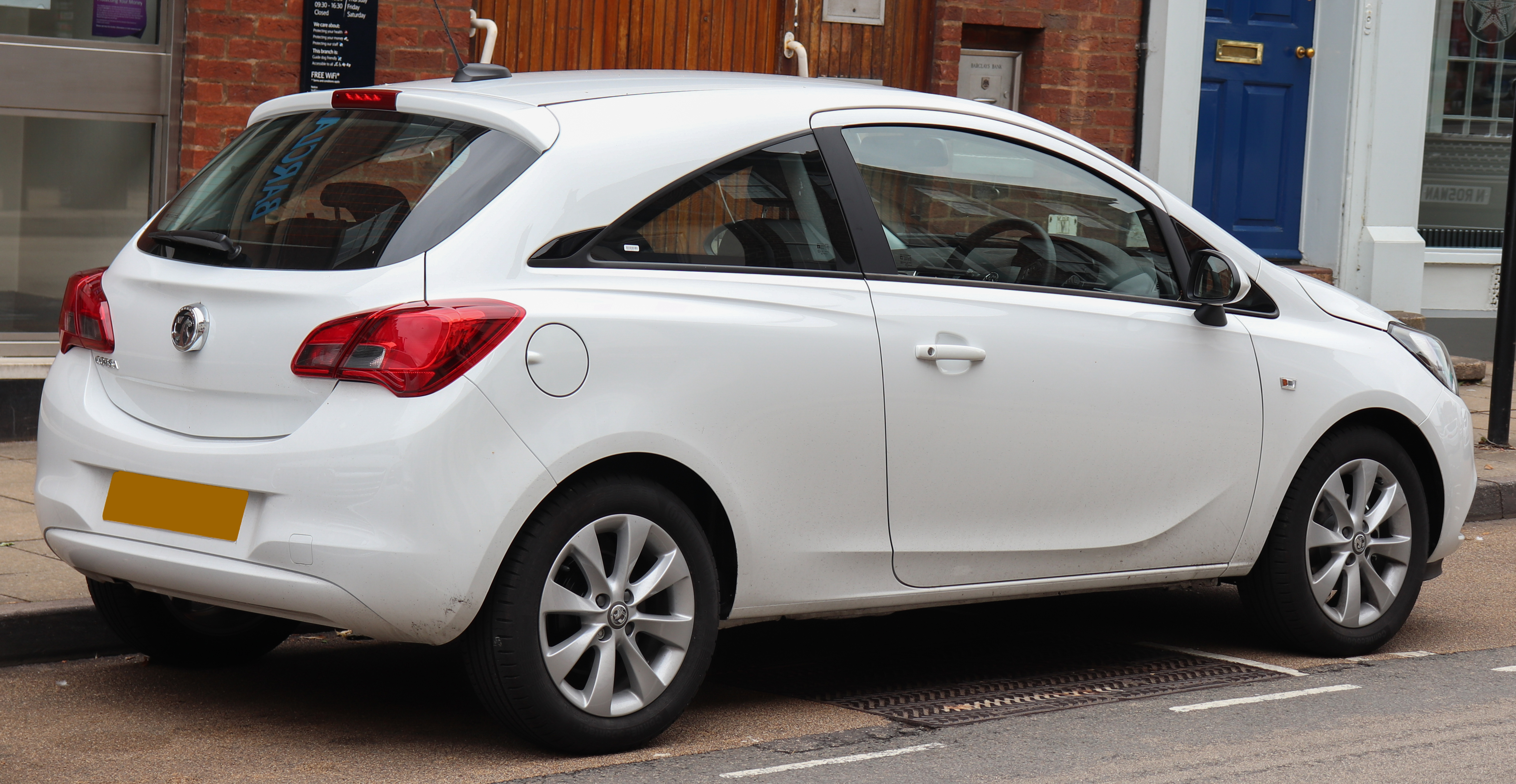
Vauxhall Corsa E 3-дв.

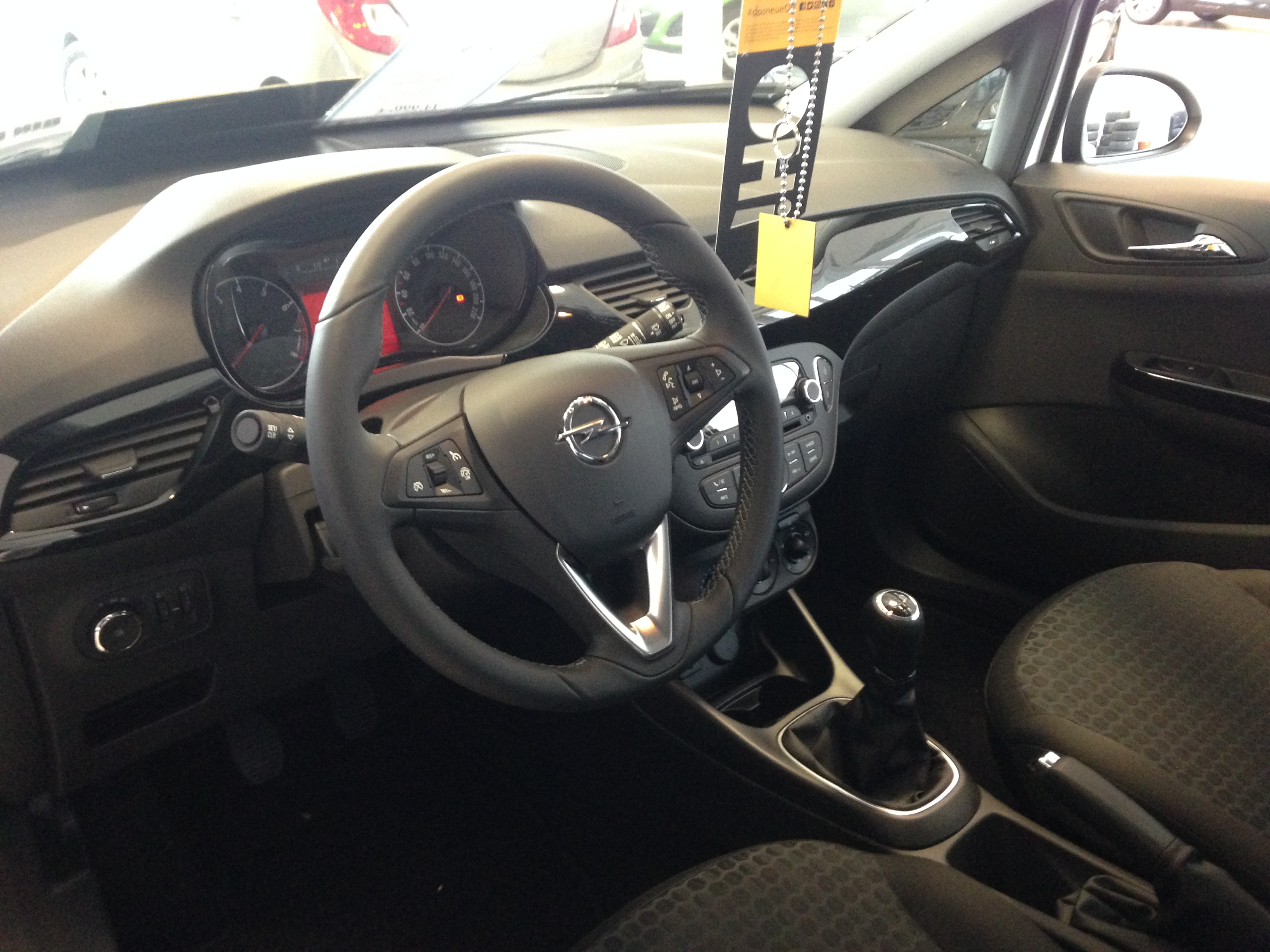
Opel Corsa E

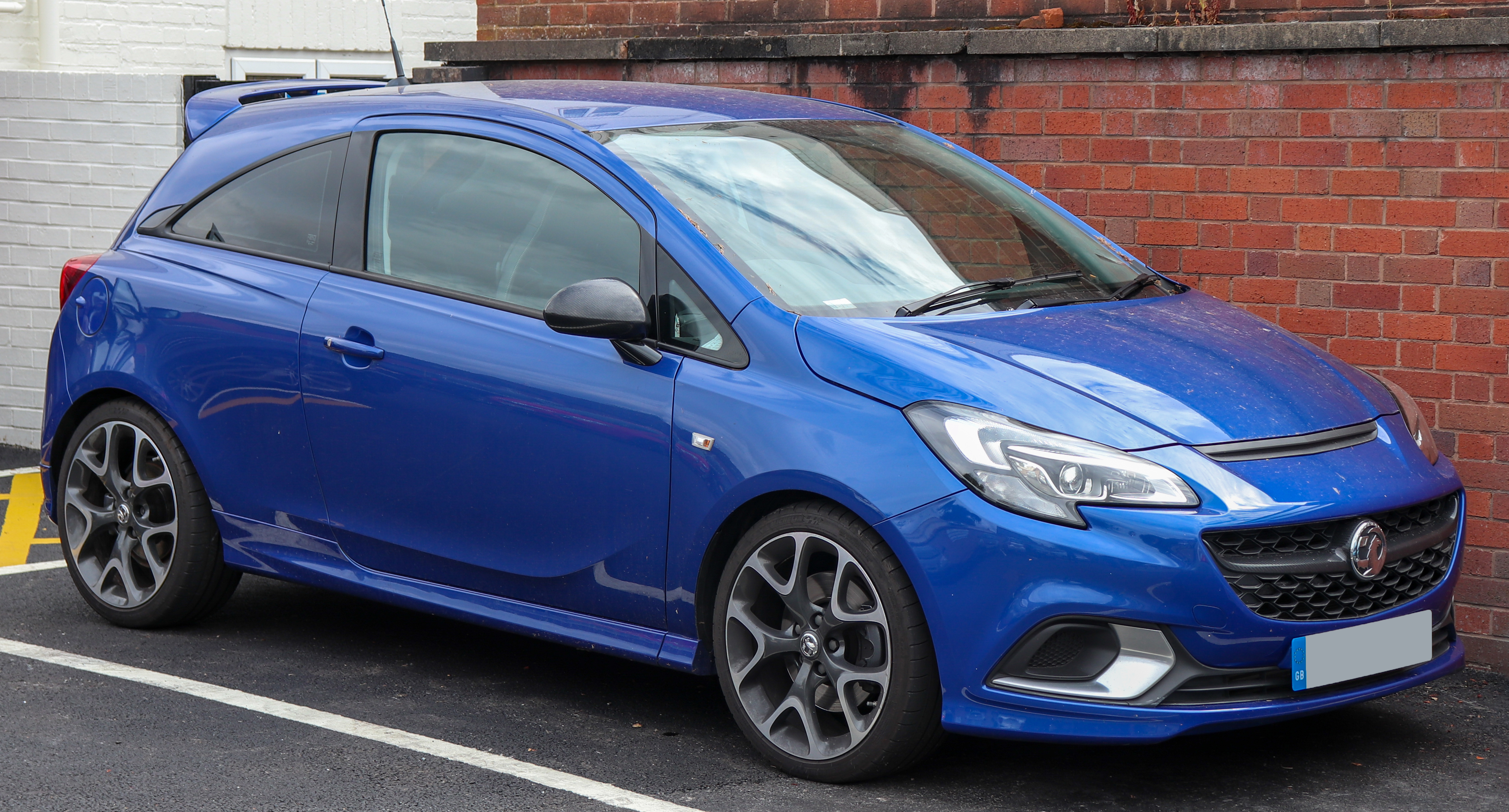
Vauxhall Corsa VXR 1,6 аналог Opel Corsa E OPC

У жовтні 2014 року на автосалоні в Парижі публічно дебютує нове покоління Opel Corsa (заводський індекс E). Автомобіль побудований на модульній платформі Gamma II (SCCS) і створений вже без співпраці з концерном Fiat. Дизайн новинки подібний на Opel Adam.
9 липня 2014 року п'яте покоління Opel Corsa офіційно представили публіці. Машина запозичила деякі риси у сімейних моделей Opel. Наприклад, велика решітка радіатора списана з Adam, стрілоподібні лінії та задні ліхтарі узяті від Insignia. Нові можливості в салоні – це інформаційно-розважальна система IntelliLink з семидюймовим сенсорним екраном, голосовим управлінням, Bluetooth, Siri Eyes Free і вбудованими додатками BringGo, Stitcher і TuneIn. Нова Corsa отримала підвіску з більш жорстким переднім підрамником, амортизаторами зі зміненими характеристиками та новий електричний підсилювач керма.
Центр ваги перебуває на 5 мм нижче, ніж раніше, що має поліпшити керованість і стійкість авто в поворотах. Новий 1,0-літровий турбований бензиновий моторчик покликаний вести боротьбу з EcoBoost від Ford аналогічного об'єму. Двигун доступний із потужністю 90 і 115 к. с., які обидва виробляють 170 Н·м крутного моменту. Також лінійка силових агрегатів містить у собі бензинові двигуни об'ємом 1,2 і 1,4 літра, а також турбодизель об'ємом 1,3 літра. У пару до них пропонуються шестиступінчасті ручна та автоматична коробки передач.
Новий Opel Corsa 2016 припаде до смаку більшості покупців, як один із найпопулярніших продуктів від компанії Opel. Внутрішній дизайн новачка можна визначити як стримано витончений. Що стосується зовнішності, то вона мало чим відрізняється від попередніх моделей, які вирізнялись хорошою обтічністю. Сучасний Opel Corsa можна обрати у варіанті на три або п'ять дверей. Передня частина кузова була оснащена: новою решіткою радіатора, передніми фарами, які виконані в стилі Opel Adam, та задніми, подібними до таких від Meriva B. Крила автомобіля стали більш фігурними. Загалом, даний хетчбек дуже схожий на своїх попередників. Водій може обрати один із двох варіантів шасі: «Comfort» або «Sport». Типова п'ятидверна модель Corsa постачається: з 16-дюймовими литими дисками коліс, шістьма подушками безпеки, контролем стабільності, антиблокувальними гальмами, протитуманними ліхтарями, рульовим колесом із чотирма режимами регулювання, клімат-контролем, бічними дзеркалами заднього виду з електроприводом, передніми вікнами з електроприводом, круїз-контролем, бортовим комп'ютером та Bluetooth з можливістю управління за допомогою голосових команд. Система Siemens забезпечить автомобіль: радіо, CD програвачем та навігаційною системою. Верхню частину приладової панелі займає сенсорний 7-дюймовий дисплей інформаційно-розважальної системи. Для полегшення керування в межах міста було передбачено наявність режиму «City», який значно полегшує процес паркування. 

### Двигуни
Бензинові
- 1,0 л B10XFL SIDI S/S turbo I3 90 к. с., тільки 6-ст. МКПП
- 1,0 л B10XFT SIDI S/S turbo I3 115 к. с., тільки 6-ст. МКПП
- 1,2 л A12XEL (LWD) I4 70 к. с., тільки 5-ст. МКПП
- 1,4 л A14XEL (L2Z) І4 90 к. с., 5-ст. МКПП, автоматизована механічна коробка передач «Easy Tronic» 5-ст. або 6-ст. АКПП
- 1,4 л Turbo ecoFLEX A14XFR (L2N) І4 100 к. с., тільки 6-ст. МКПП
- 1,4 л Turbo ecoFLEX A14XFR (L2N) І4 150 к. с., тільки 6-ст. МКПП
- 1,6 л Turbo A16LES І4 (OPC) 207 к. с., тільки 6-ст. МКПП (OPC)

Дизельні
- 1,3 л CDTI ecoFLEX LDV І4 75 к. с.
- 1,3 л CDTI ecoFLEX LSF І4 95 к. с.

## Opel Corsa F (2019— наш час)

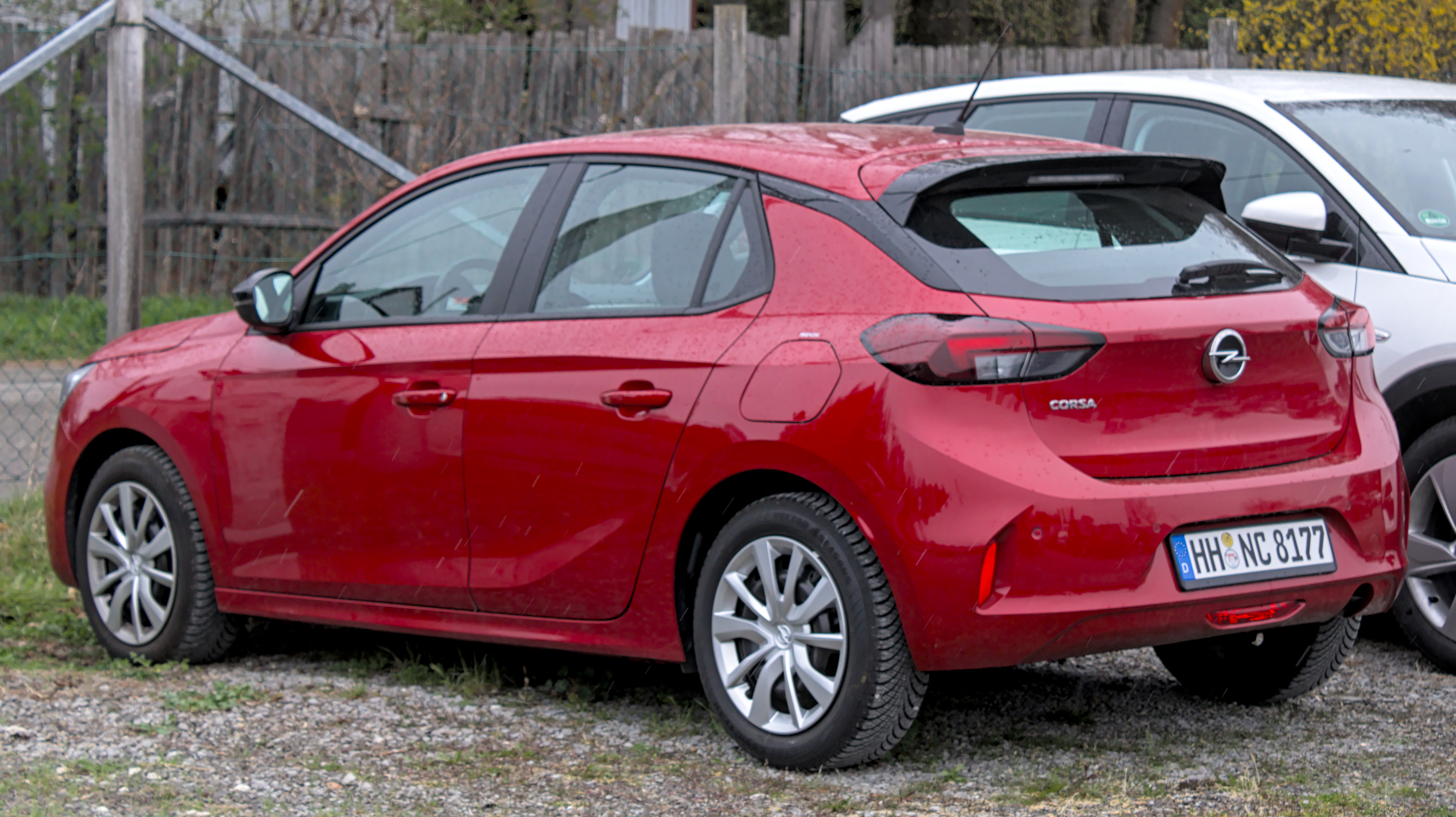
Opel Corsa F

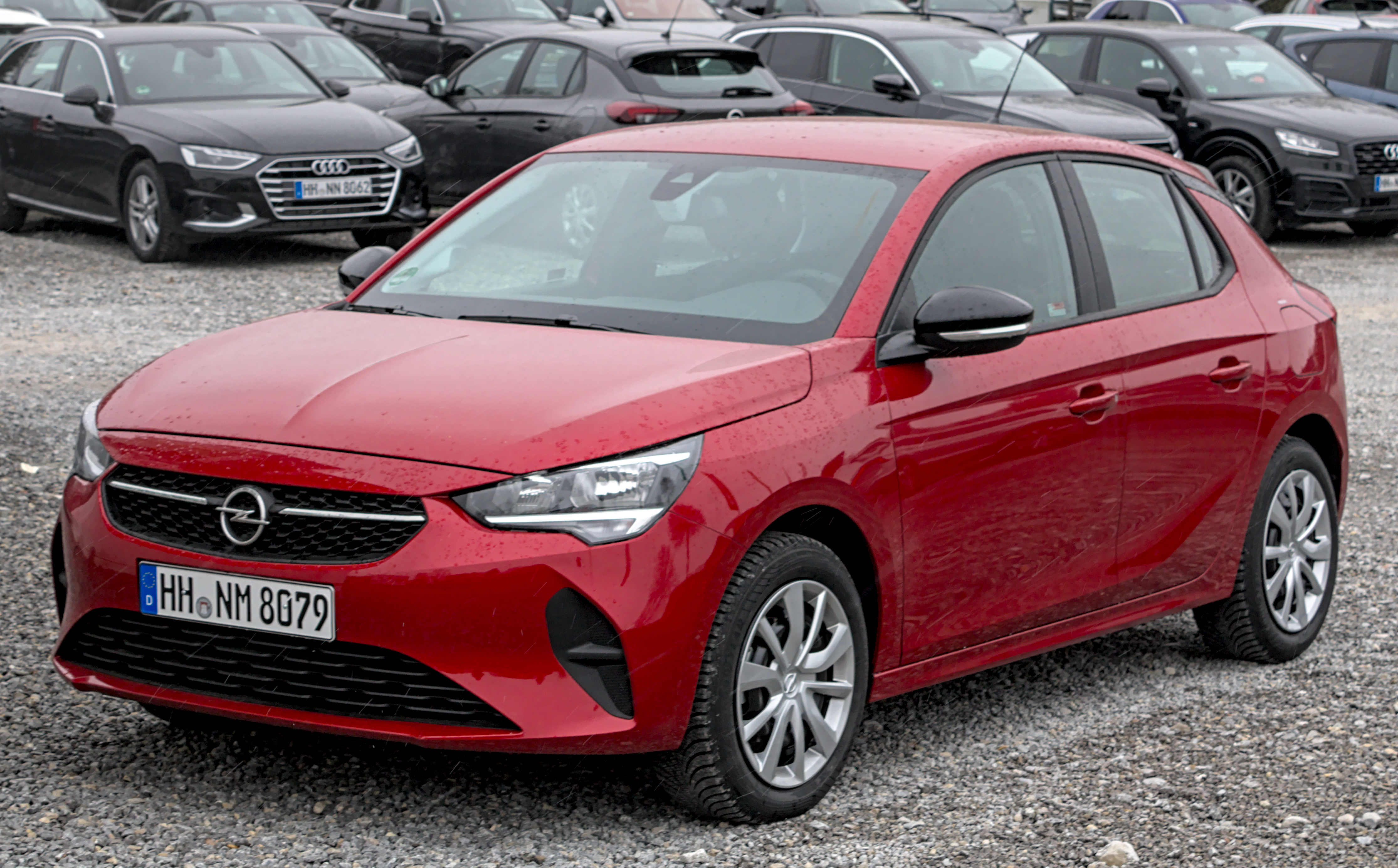
Opel Corsa F

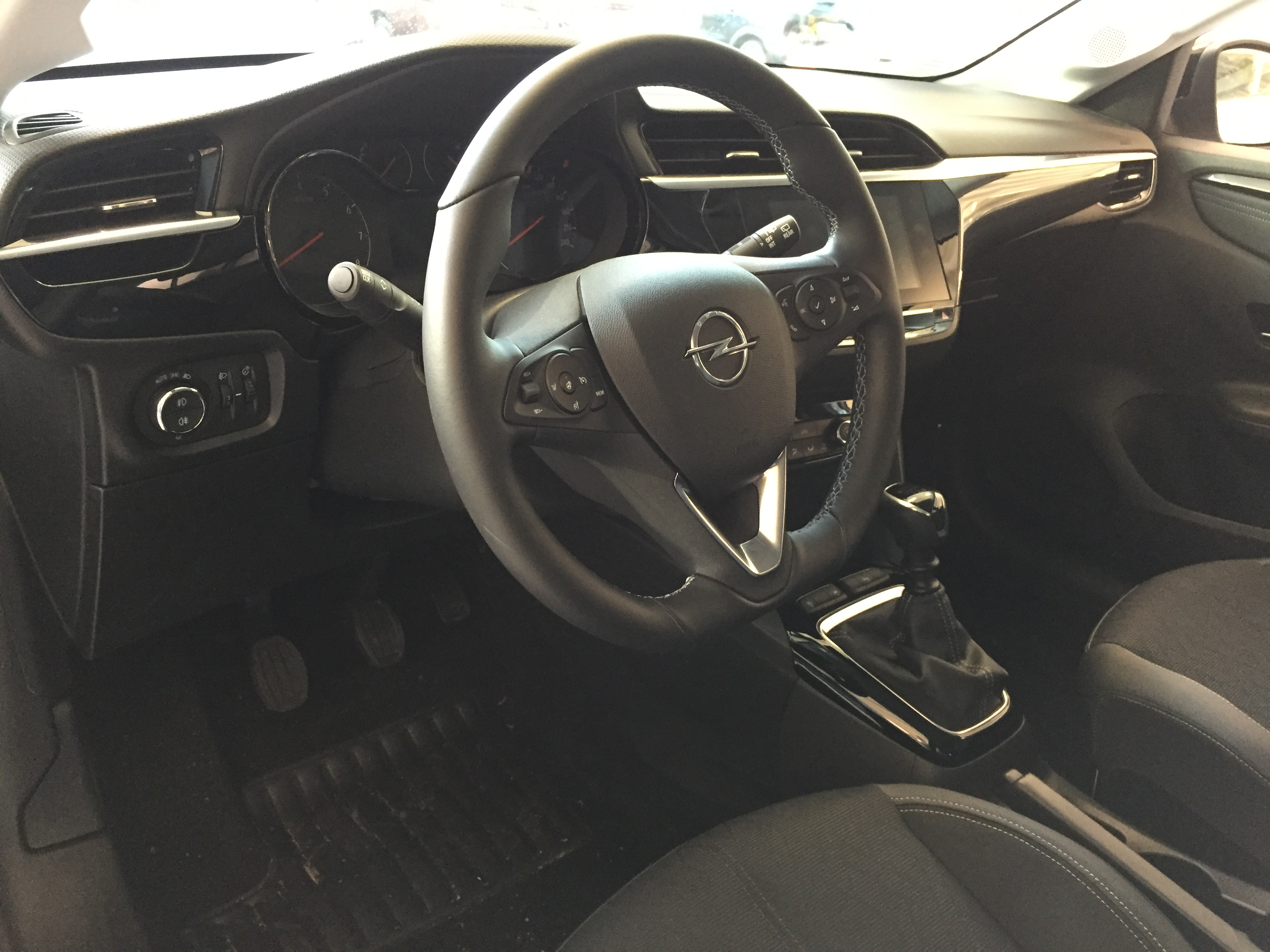

23 травня 2019 року фірмові знімки хетчбека Opel Corsa шостого покоління були розміщені на французькому форумі Worldscoop. Автомобіль збудовано на платформі CMP/e-CMP, що й новий Peugeot 208. Модель Corsa F випускають лише у варіанті 5-дверний хетчбек.
Двигуни: бензинові 1,2 л І3 (75, 100 к. с.) з 5-ст. МКПП та (130 к. с.) з 8-ст. АКПП і турбодизель 1,5 л (100 к. с.) із 6-ст. МКПП. Компанія заявила, що полегшила Корсу в порівнянні з попередницею на 10 % (108 кг), і споряджена маса хетчбека не перевищує 980 кг. Ще Corsa стала на 48 мм нижчою (раніше було 1479—1481 мм), а водій сидить нижче на 28 мм. Об'єм багажника 309 л.
Нова модель на 39 мм довша, але на 44 мм нижча за свого попередника.

### Opel Corsa-e
Ключові параметри електрокара Corsa-e: електромотор на 136 к. с. і 260 Н·м, розгін з 0 до 100 км/год за 8,1 с, батарея на 50 кВт·год і запас ходу 330 км по циклу WLTP.
Повна зарядка електрокара від домашньої розетки вимагає 16 годин, від настінного зарядника Wall Box — вісім годин (однофазний варіант на 7,4 кВт) або п'ять годин п'ятнадцять хвилин (трифазний на 11 кВт). Від публічної станції швидкої зарядки (до 100 кВт) акумулятор наповниться на 80 % за пів години.

### Двигуни
Бензинові
- 1,2 л PSA EB2FA I3 75 к. с.
- 1,2 л PSA EB2ADTD turbo I3 100 к. с.
- 1,2 л PSA EB2DTS turbo I3 130 к. с.

Дизельний
- 1,5 л PSA BlueHDi I4 100 к. с.

Електричний
- e-136 136 к. с.